# St. Sebald (Nürnberg)

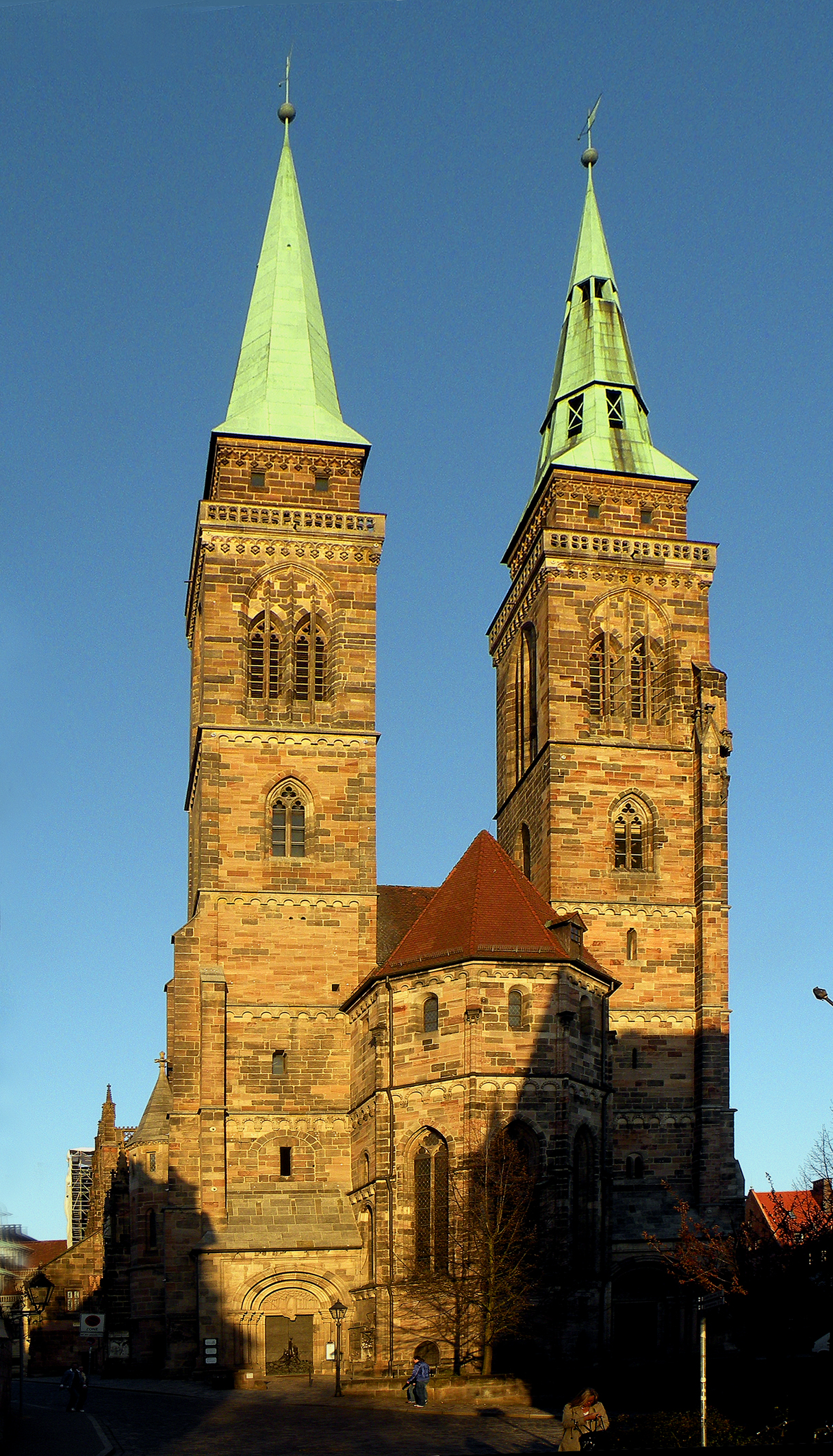
Frontansicht der Sebalduskirche, 2010

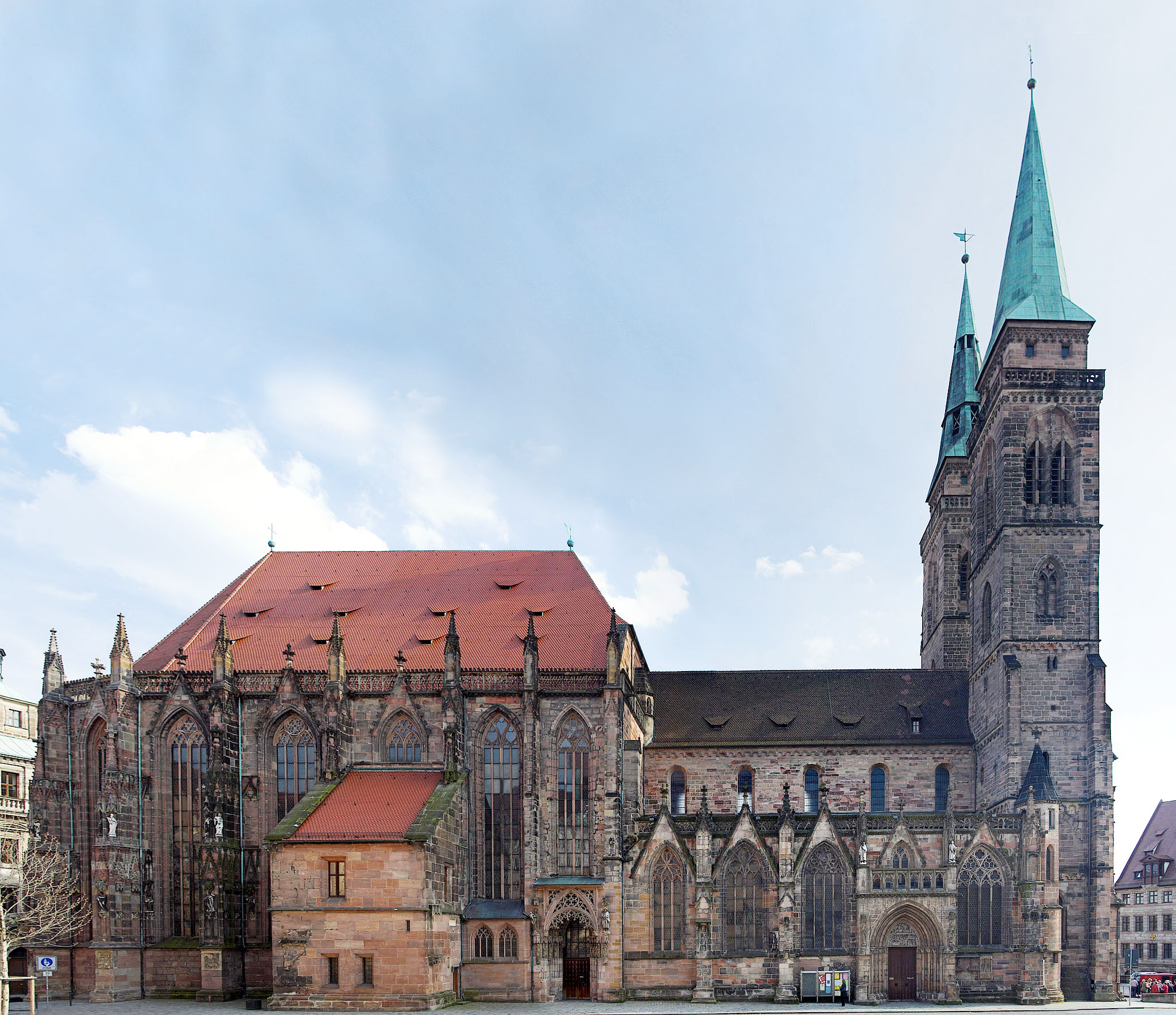
Nordfassade von St. Sebald, 2006

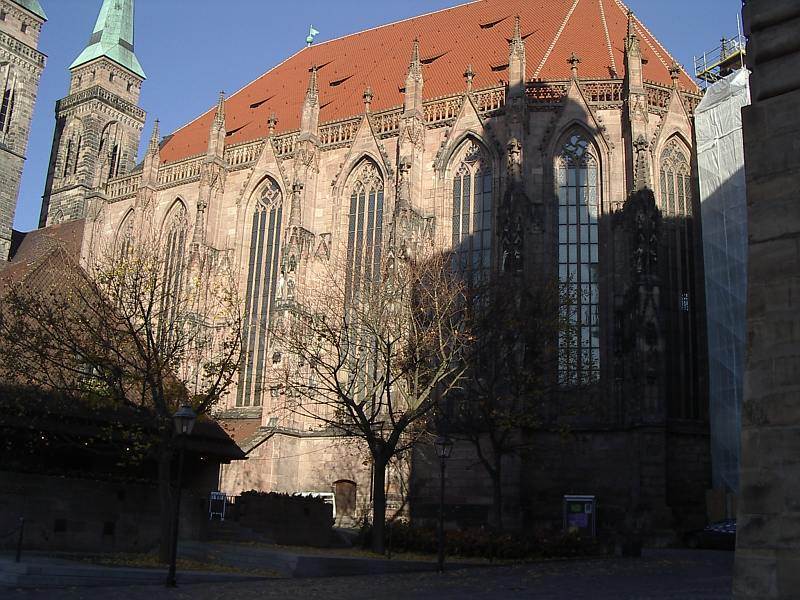
St. Sebald, Ostchor von SO

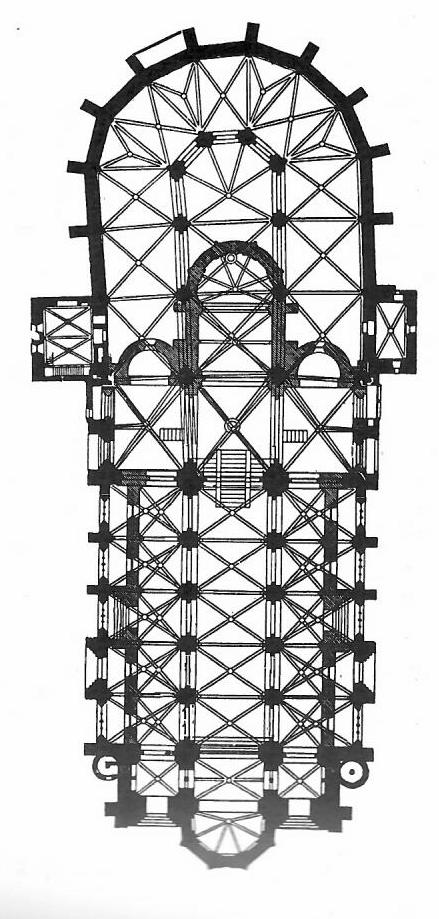
Grundriss

Die mittelalterliche Kirche St. Sebald in Nürnberg, auch Sebalduskirche genannt (nach dem wohl im 8. Jahrhundert in der Gegend von Nürnberg lebenden Einsiedler Sebaldus), ist die älteste Pfarrkirche Nürnbergs und neben der Frauenkirche und der Lorenzkirche einer der herausragenden Kirchenbauten der Stadt. Sie steht auf dem Weg zur Nürnberger Burg nördlich etwas oberhalb des Hauptmarkts und gleich westlich vor dem Rathaus. Erstaunlich reichhaltig hat sich die Ausstattung im Innern erhalten. Hiervon hervorzuheben ist das berühmte Sebaldusgrab von Peter Vischer. Seit der Reformation ist die Sebalduskirche neben der Lorenzkirche eine der beiden großen evangelischen Stadtkirchen Nürnbergs, die heutzutage beide zur Evangelisch-Lutherischen Kirche in Bayern gehören.

## Baugeschichte
Die Sebalduskirche ist die ältere der beiden großen Stadtpfarrkirchen Nürnbergs und die älteste (seit 1525) evangelisch-lutherische Pfarrkirche der Stadt. Dass St. Sebald stets edler und bedeutender war als St. Lorenz, ist seit dem Bau des Bahnhofs nicht mehr am Stadtbild abzulesen. Doch schon die direkte Nachbarschaft des Hallenchors der Kirche zum Alten Rathaus unterstreicht ihre einstige Bedeutung als „Ratskirche“ Nürnbergs, in der mit dem heiligen Sebald auch der Schutzpatron der Stadt begraben liegt.
Beim Grabmal handelt sich um ein reiches, nach Plänen von Peter Vischer 1508 bis 1519 durch seine Söhne angefertigtes Kunstwerk in Form einer Kleinarchitektur, die reichen Figurenschmuck aufweist (u. a. Szenen aus der Vita des hl. Sebaldus). Der Bronzeguss gilt als frühes Beispiel für die Rezeption von Formen der italienischen Renaissance nördlich der Alpen.
Von einem Vorgängerbau, der wohl dem hl. Petrus geweiht war (12. Jahrhundert ?), konnte eine offensichtlich zweischiffige Krypta ausgegraben werden. Anstelle dieses Vorgängers wurde die Sebalduskirche zwischen 1225/1230 und 1273 in der Zeit von Konrad dem Frommen (1186–1261) und Friedrich dem Erber (1220–1297) als doppelchörige Pfeilerbasilika errichtet. Sie folgt in vielen Baumotiven dem Vorbild des Bamberger Doms (Doppelchörigkeit, Doppelturmfassade mit polygonaler Apsis am 1274 geweihten Westchor u. a.), so dass trotz des gotischen Innenaufrisses einige romanisch anmutende Bauelemente übernommen wurden.

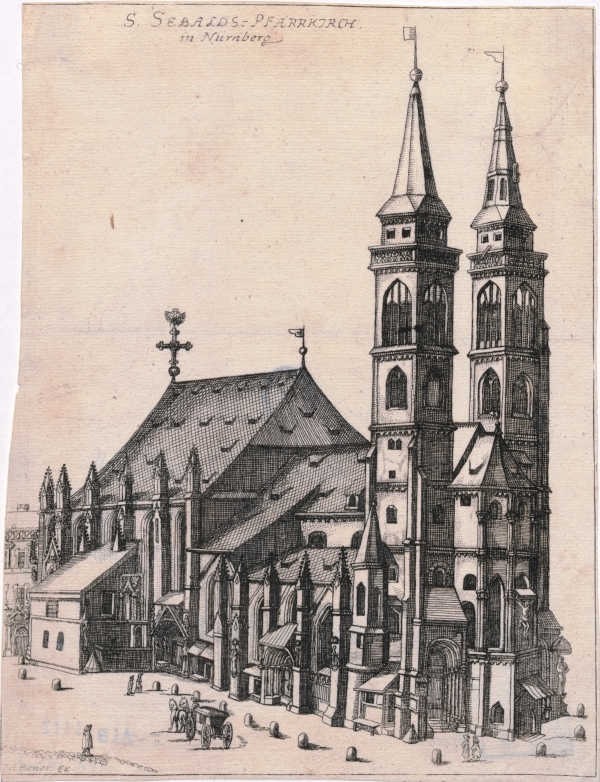
Ansicht um 1700

Bereits 1309 wurden die beiden Seitenschiffe wieder abgebrochen und auf die heutige Breite in der Flucht der Stirnmauern der Querschiffe verbreitert. Bei dieser Erweiterung schufen die Steinmetze am südlichen Seitenschiff das Weltgerichtsportal. Dieses Tympanon zeigt Szenen des Jüngsten Gerichts. Diese Baumaßnahme wurde wohl in den 1330er Jahren abgeschlossen.
In der Parlerzeit wurde von 1361 bis 1372 der Ostchor über der Grablege des Stadtheiligen Sebaldus zu einem zeittypischen Hallenumgangschor ausgebaut; vgl. als etwa zeitgleiche Architektur den Hallenbau der Frauenkirche oder die Wenzelkapelle des Veitsdoms in Prag. In die Zeit dieser letzten großen Baumaßnahme des Mittelalters fällt wohl auch die Umwidmung der Kirche von St. Petrus auf St. Sebald. Reste der vorangegangenen romanischen Kirche lassen sich am Mittelschiff sowie den unteren Teilen der Türme finden. Der Hallenumgangschor von St. Sebald gilt als Schlüsselbau für ähnliche Bauten in der städtischen Backsteinarchitektur der Mark Brandenburg, vermutlich erstmals umgesetzt an der Nikolaikirche in Spandau und von dort übernommen in die Marienkirche in Berlin.
Bei den Luftangriffen auf Nürnberg (1940–1945) wurde St. Sebald getroffen, insbesondere das Dach und die Gewölbe wurden weitgehend zerstört, die kostbare Ausstattung blieb durch rechtzeitige Auslagerung bzw. Einmauern in großen Teilen erhalten. Auch das wertvolle Weltgerichtsportal am südlichen Seitenschiff blieb erhalten. Nach Ende des Zweiten Weltkrieges erfolgte der Wiederaufbau. Am 1. Advent 1952 wurden die neuen Kirchenglocken (Schlagtonfolge a0–cis1–e1–fis1) geweiht. Das Langhaus diente bis zur Wiederherstellung des Ostchores den gottesdienstlichen Zwecken, und am 22. September 1957 konnte die um den rekonstruierten Ostchor ergänzte Kirche im Beisein von Bundespräsident Theodor Heuss in ihrer ursprünglichen Form wieder eingeweiht werden.

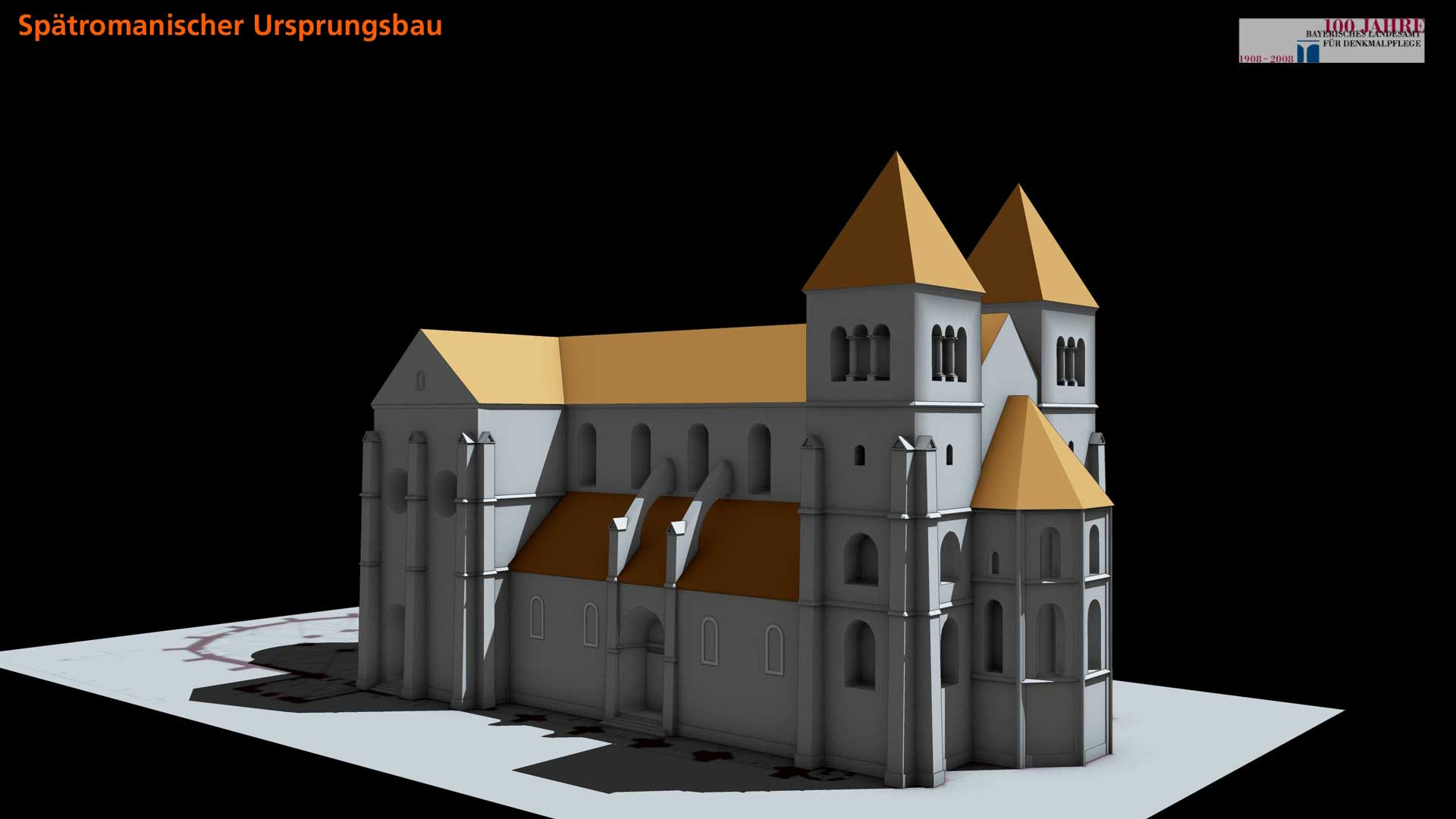
Spätromanischer Ursprungsbau
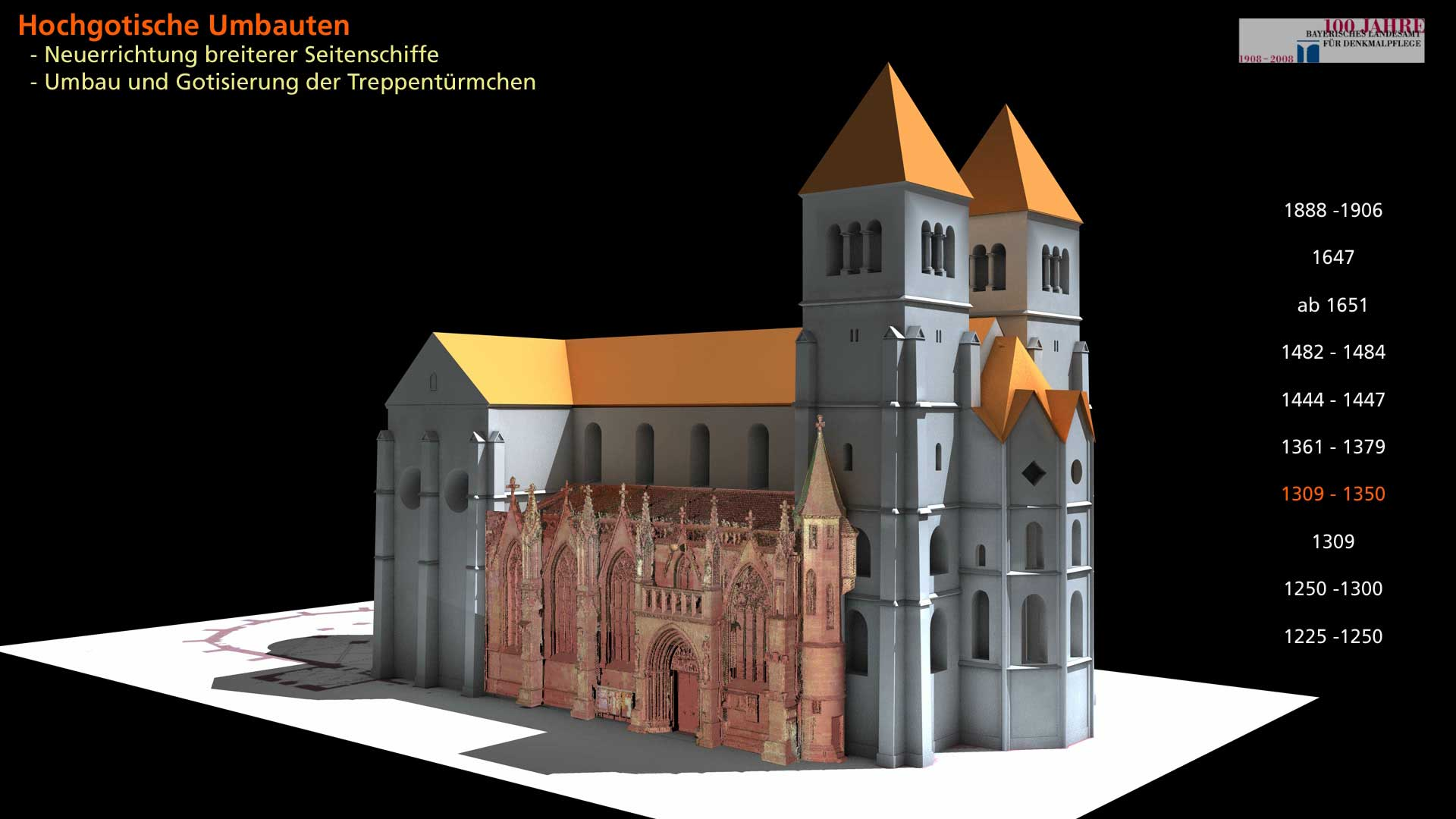
Hochgotische Umbauten
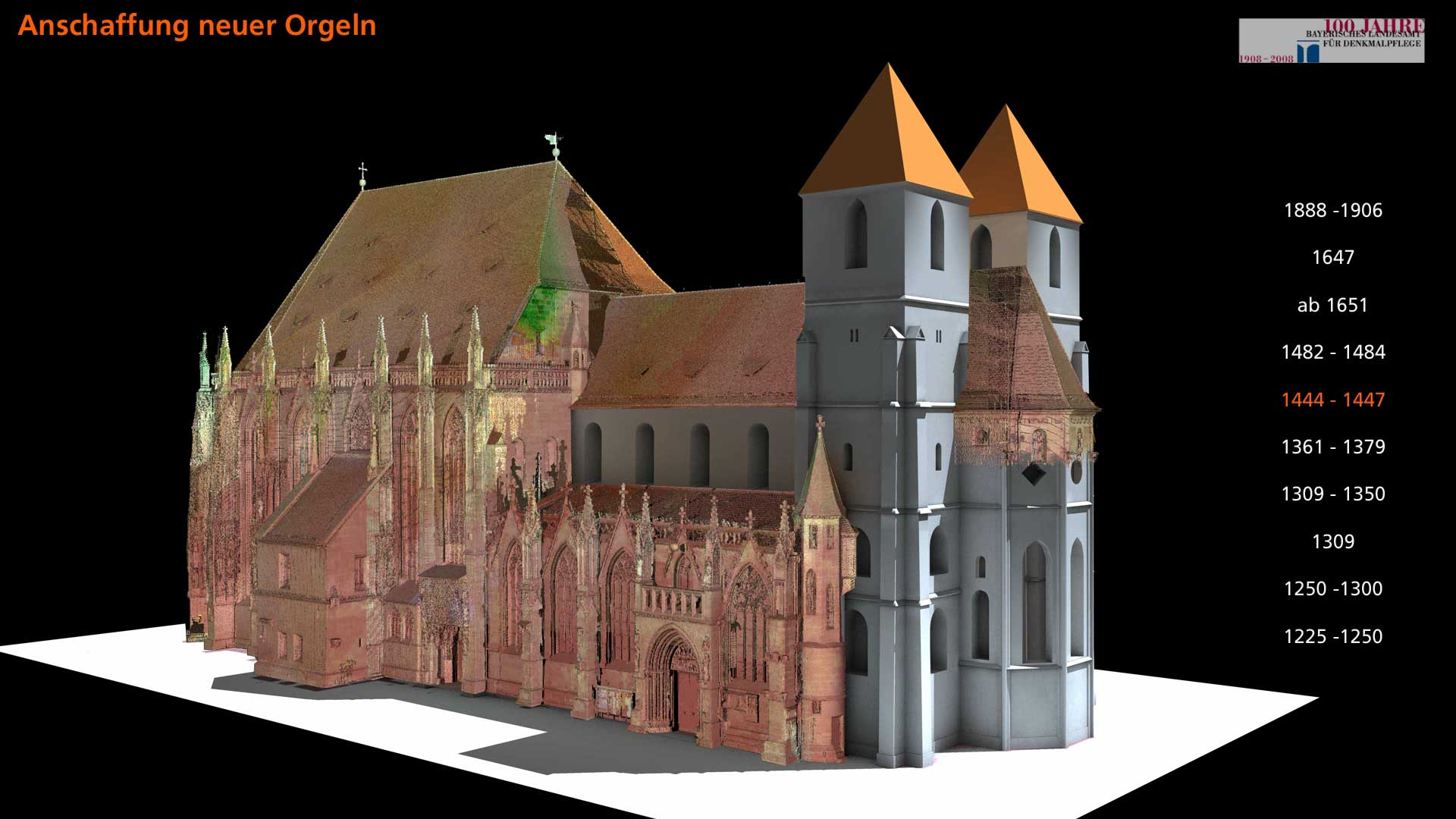
Anschaffung neuer Orgeln
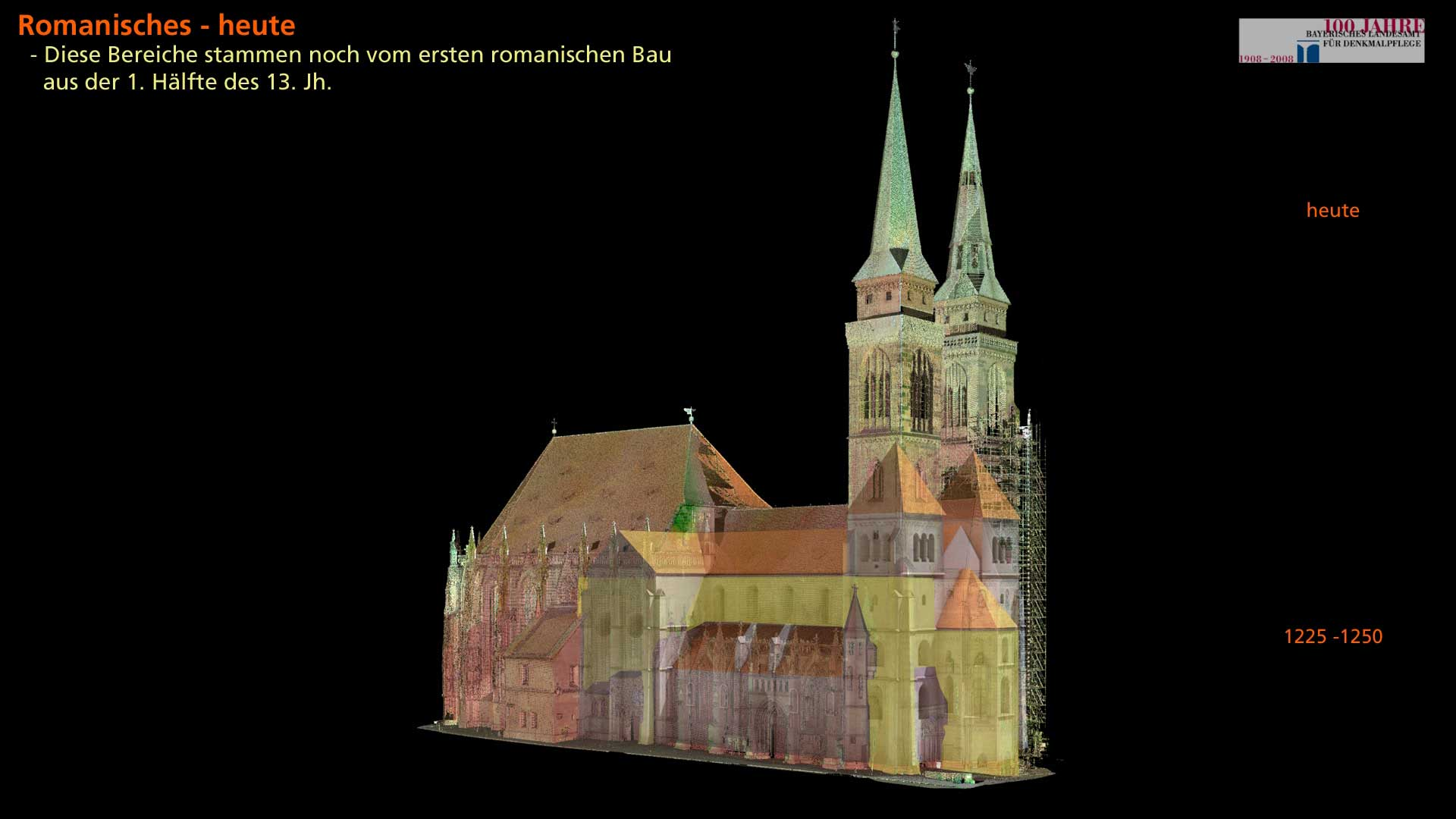
Romanisches – heute
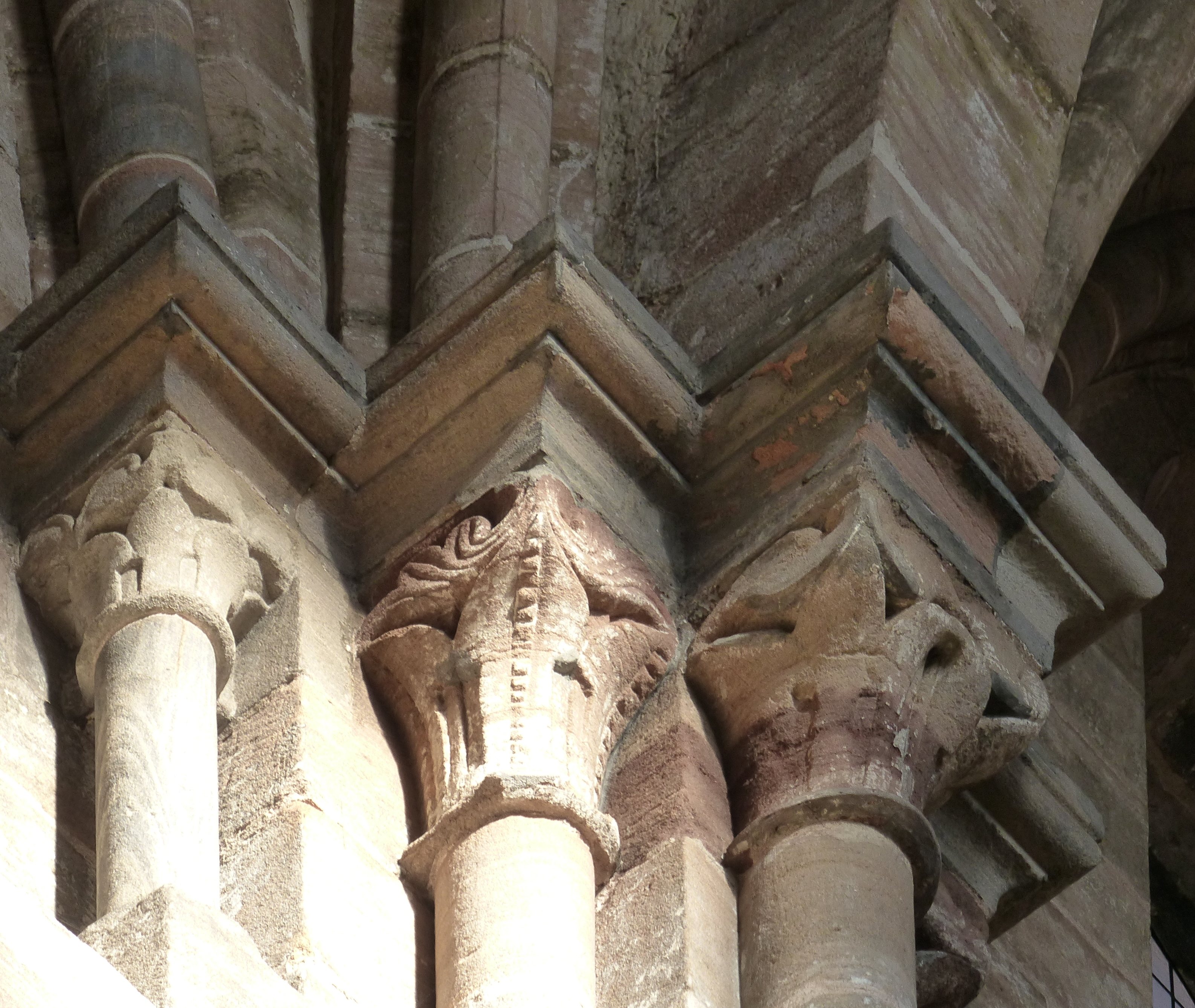
Romanische Kapitelle
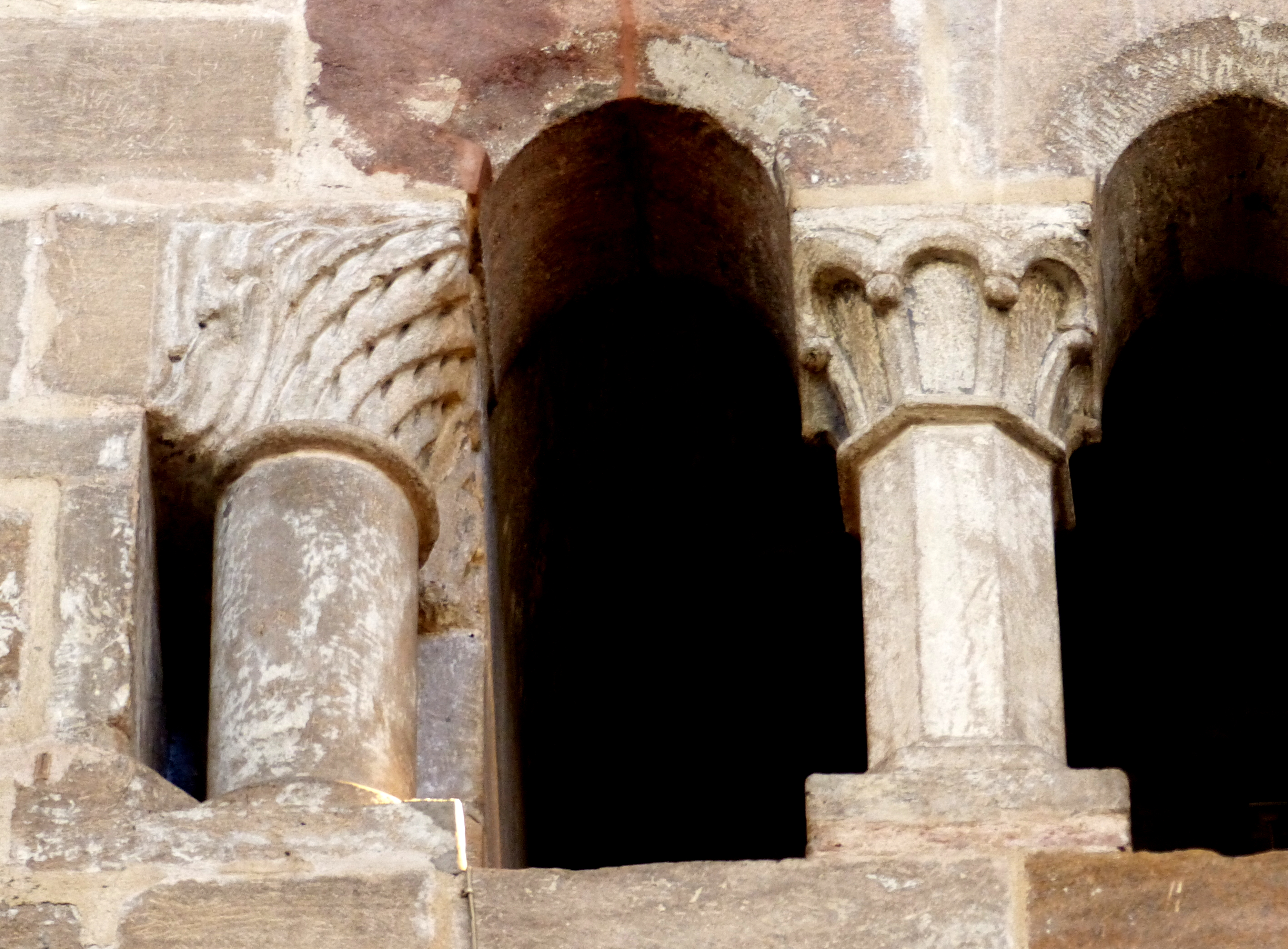
Romanisches Triforium
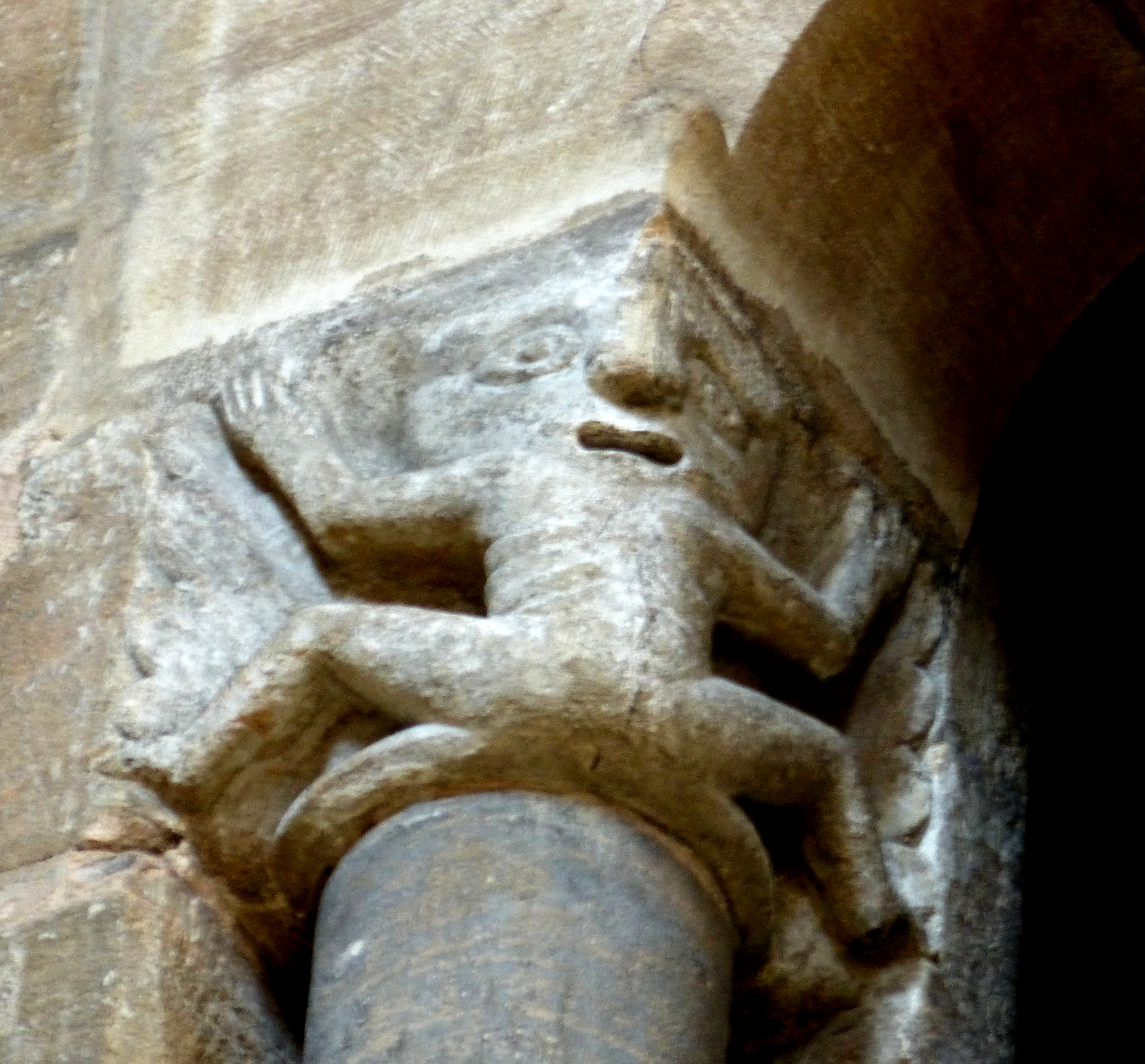
Triforiumskapitell

## Ausstattung

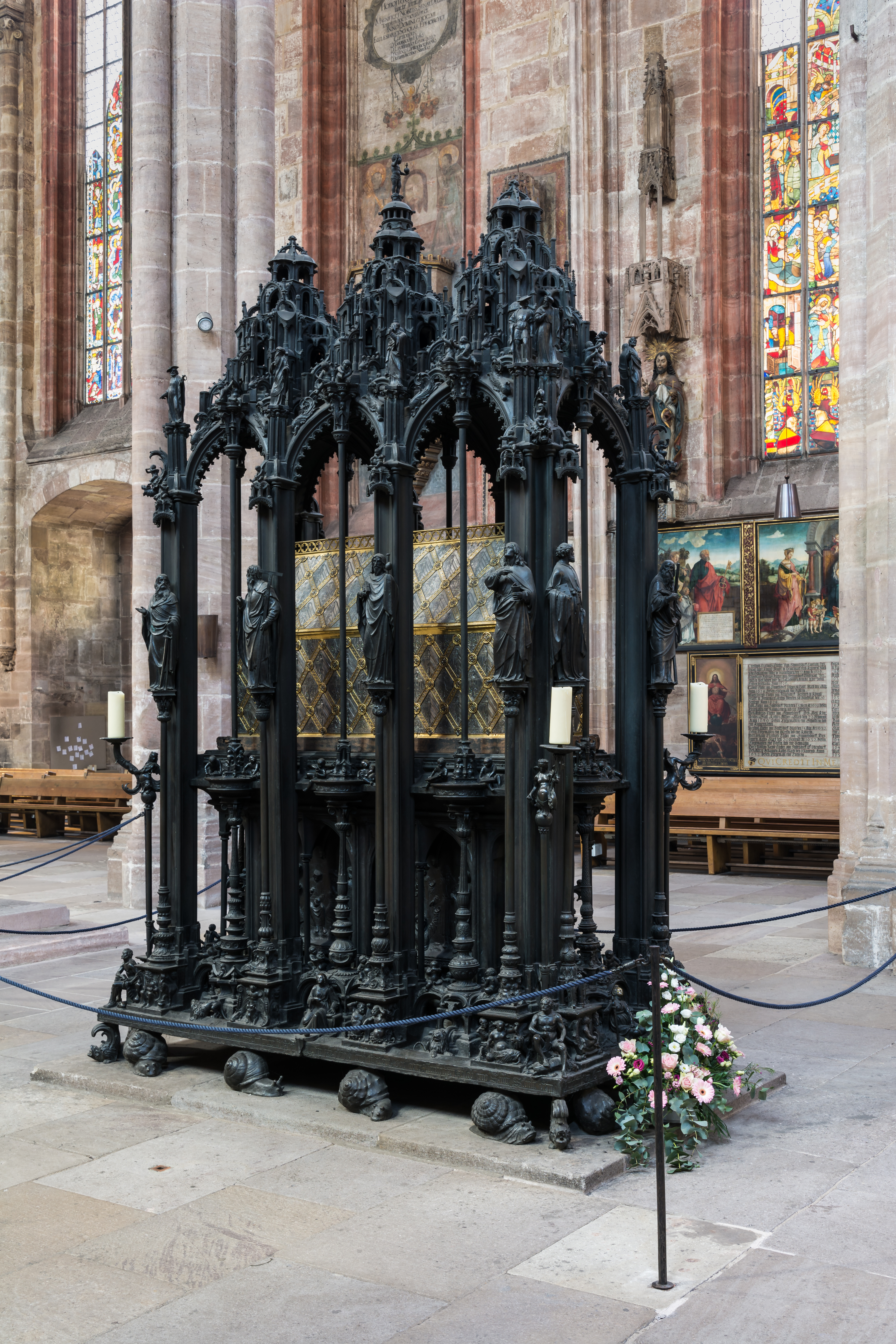
Sebaldusgrab von Peter Vischer aus dem Jahr 1517

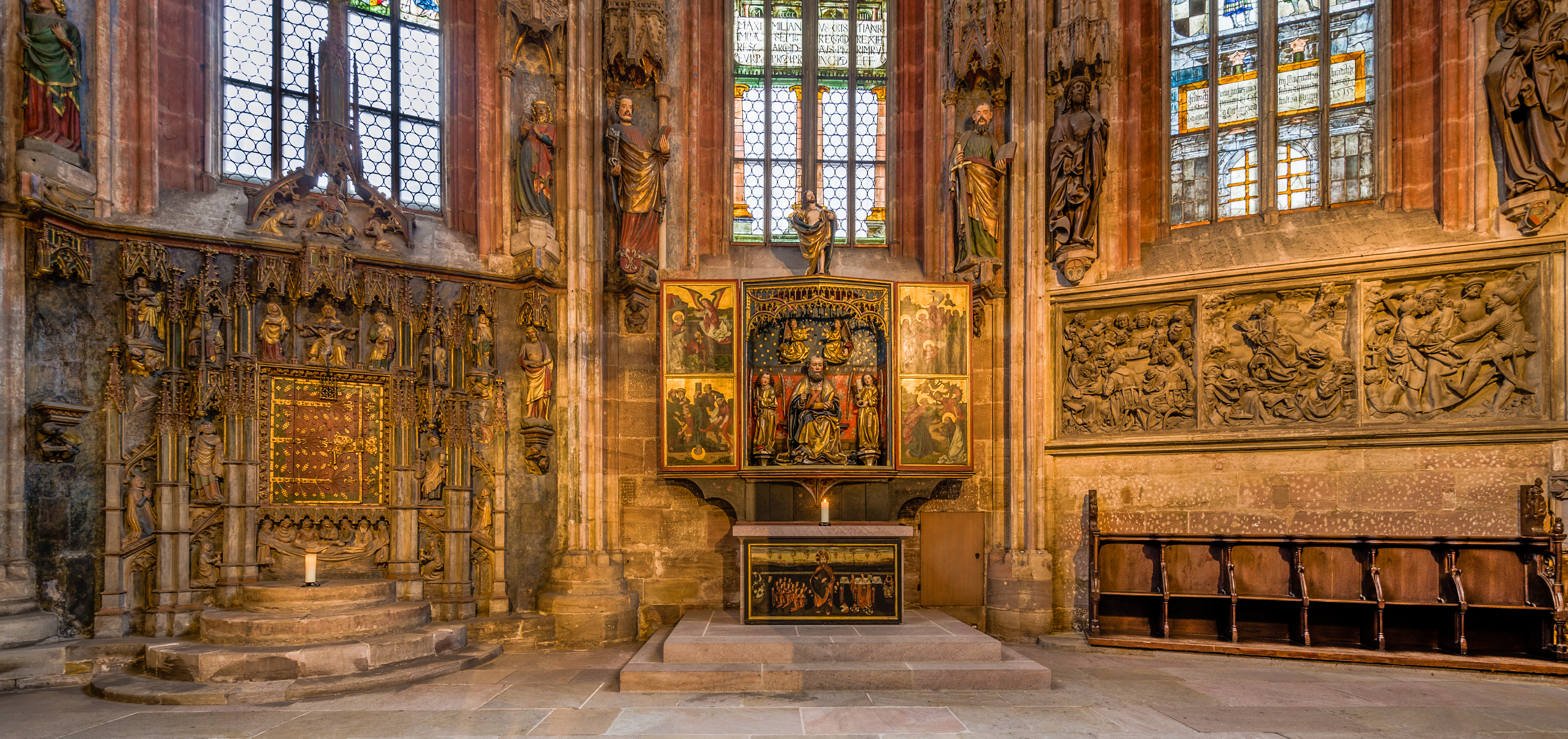
Petersaltar mit Altaraufsatz

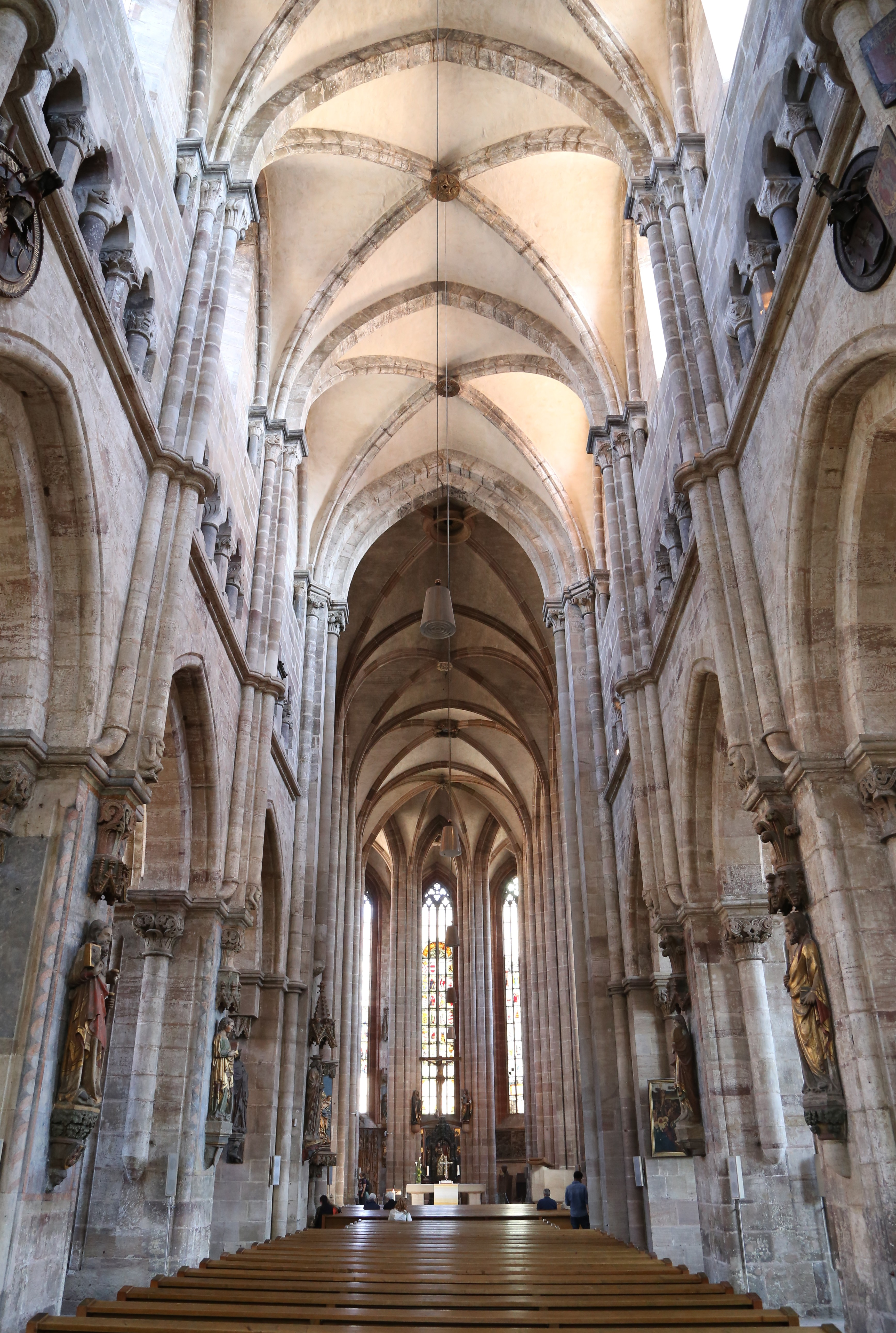
Innenraum der Sebalduskirche

In St. Sebald hat sich ein äußerst wertvolles Inventar vor allem vorreformatorischer Kunst erhalten. Dabei handelt es sich fast ausschließlich um Stiftungen Nürnberger Ratsfamilien, denn seit dem 14. Jahrhundert etablierte sich die Sebalduskirche als „Ratskirche“ Nürnbergs. Im Gegensatz zur Lorenzer Kirche war es bis ins späte 15. Jahrhundert beinahe ausschließlich den Nürnberger Ratsgeschlechtern gestattet, feste Ausstattungsstücke in St. Sebald zu stiften. Vereinzelt stellte auch der gesamte Rat durch Stiftungen seine Einheit und Geschlossenheit zur Schau, so etwa in Gestalt der Fenster des Hallenchors, die von den Bürgermeistern des Jahres 1379 gestiftet wurden (teils um 1500 erneuert). Dabei war das Bildprogramm der Kunstwerke bis zum Ende des 15. Jahrhunderts stets der Raumnutzung durch die Liturgie unterworfen.
Schon an der Außenfassade befinden sich teils bemerkenswerte Steinfiguren, so etwa das Schreyer-Landauer-Epitaph von Adam Kraft, der monumentale Schlüsselfelder-Christophorus aus dem 15. Jahrhundert (Original heute im Germanischen Nationalmuseum) oder die Figuren des prächtig ausgestalteten Brautportals an der Nordseite aus dem 14. Jahrhundert.
Das für die vorreformatorische Kirche wichtigste Ausstattungsstück ist das Grabmal des Stadtpatrons Sebaldus. Die Gebeine des Heiligen wurden schon seit dem 14. Jahrhundert in Nürnberg in einem silbernen Schrein aufbewahrt, bis man sich Ende des 15. Jahrhunderts entschied, ein Gehäuse aus Bronze anfertigen zu lassen, um den Schrein zu schützen und künstlerisch hervorzuheben.
Die äußere Struktur des Grabmals wurde 1508 bis 1519 von Peter Vischer dem Älteren in Zusammenarbeit mit seinen Söhnen Peter den Jüngeren und Hermann in Bronze gegossen. Auch der Entwurf dazu wird allgemein denselben zugeschrieben.
Weiterhin sind verschiedene Werke des Bildschnitzers Veit Stoß hervorzuheben, so sein Apostel Andreas und die Figuren der Volckamer’schen Gedächtnisstiftung, bei der er an einem Relief auch sein Können als Steinmetz unter Beweis stellte. Hierbei handelt es sich nur um eines unter vielen künstlerisch wertvollen Epitaphien von Nürnberger Patrizierfamilien (z. B. Tucherepitaph von Hans Süß) im Kirchenraum.
Erst seit kurzem wieder beachtet (Wiederentdeckung durch Daniela Crescenzio 2011) wird das Gemälde des segnenden Christus in der Gedächtnistafel der Nürnberger Familie Kreß im Ostchor: Das Bild ist quasi eine Kopie von Albrecht Dürers Segnendem Christus (wohl aus den Jahren 1503/1505), das sich heute im Metropolitan Museum in New York befindet. Darüber hinaus weist es große Ähnlichkeiten mit dem Segnenden Christus des venezianischen Hofmalers Jacopo de’ Barbari aus dem Jahr 1503 vor. Eine kunsthistorische Analyse steht noch aus.
An der Nordwand des Ostchors hängt das sogenannte Tucher-Epitaph, das Hans Süß (auch Hans von Kulmbach genannt) im Jahr 1513 für den 1503 verstorbenen Dr. Lorenz Tucher anfertigte. Laut dem Nürnberger Künstlerbiographen Johann Neudörffer hatte er seine Lehre zum Teil in Nürnberg beim Venezianer Jacopo de’ Barbari absolviert. Auf der mittleren Tafel des Epitaphs thront Maria mit dem Jesuskind zwischen der heiligen Katharina und der heiligen Barbara umgeben von einer weiträumigen Landschaft. In der Art der italienischen Malerei musizieren im Vordergrund fünf Renaissanceengel. Deren Stil ist venezianisch und die Engel erinnern sehr an die Dürers im Gemälde Rosenzkranzfest, das in Venedig entstand.

### Kirchenfenster

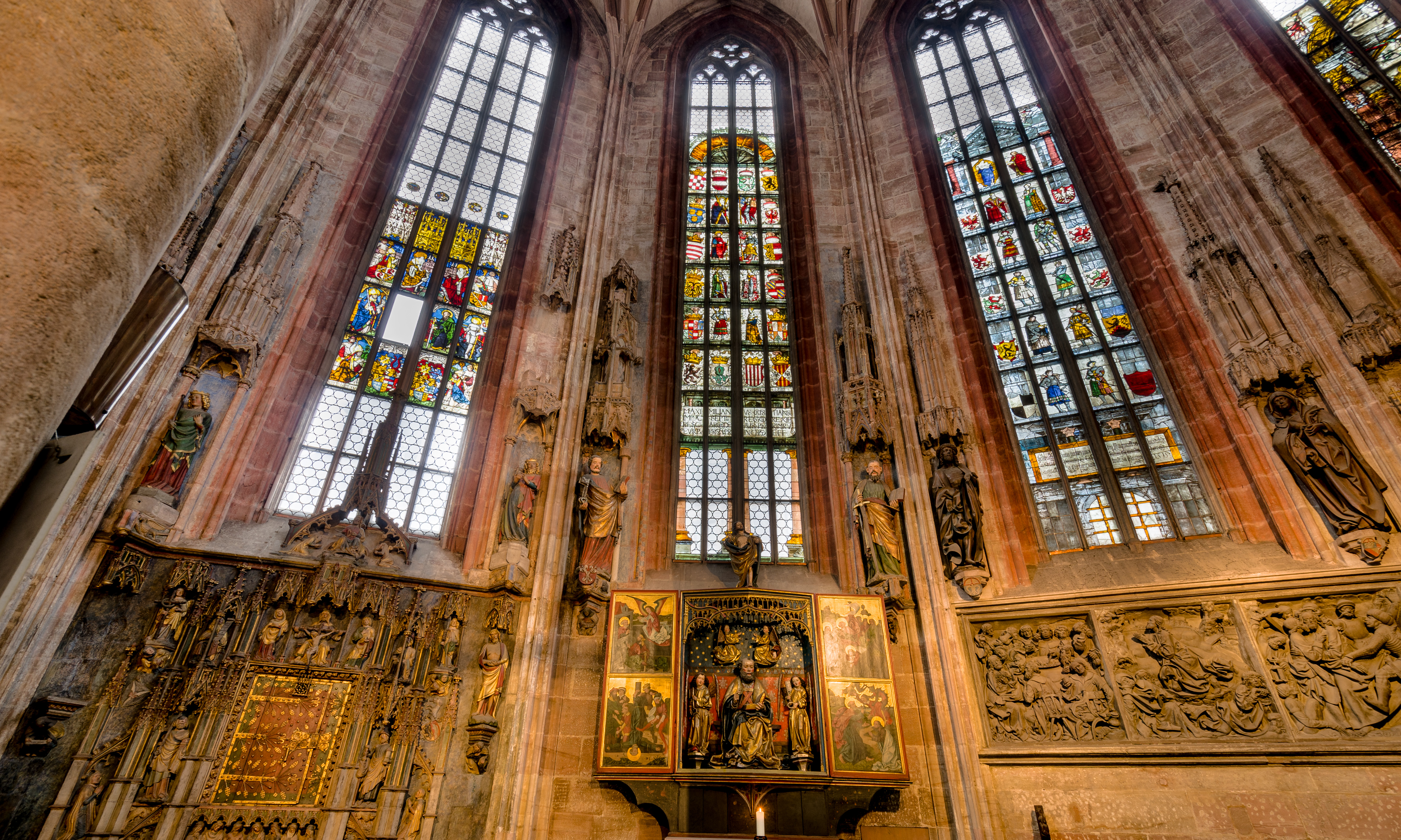
Kaiserfenster (Mitte), Bamberger Bischofsfenster (links) und Hohenzollern'sches Markgrafenfenster (rechts)

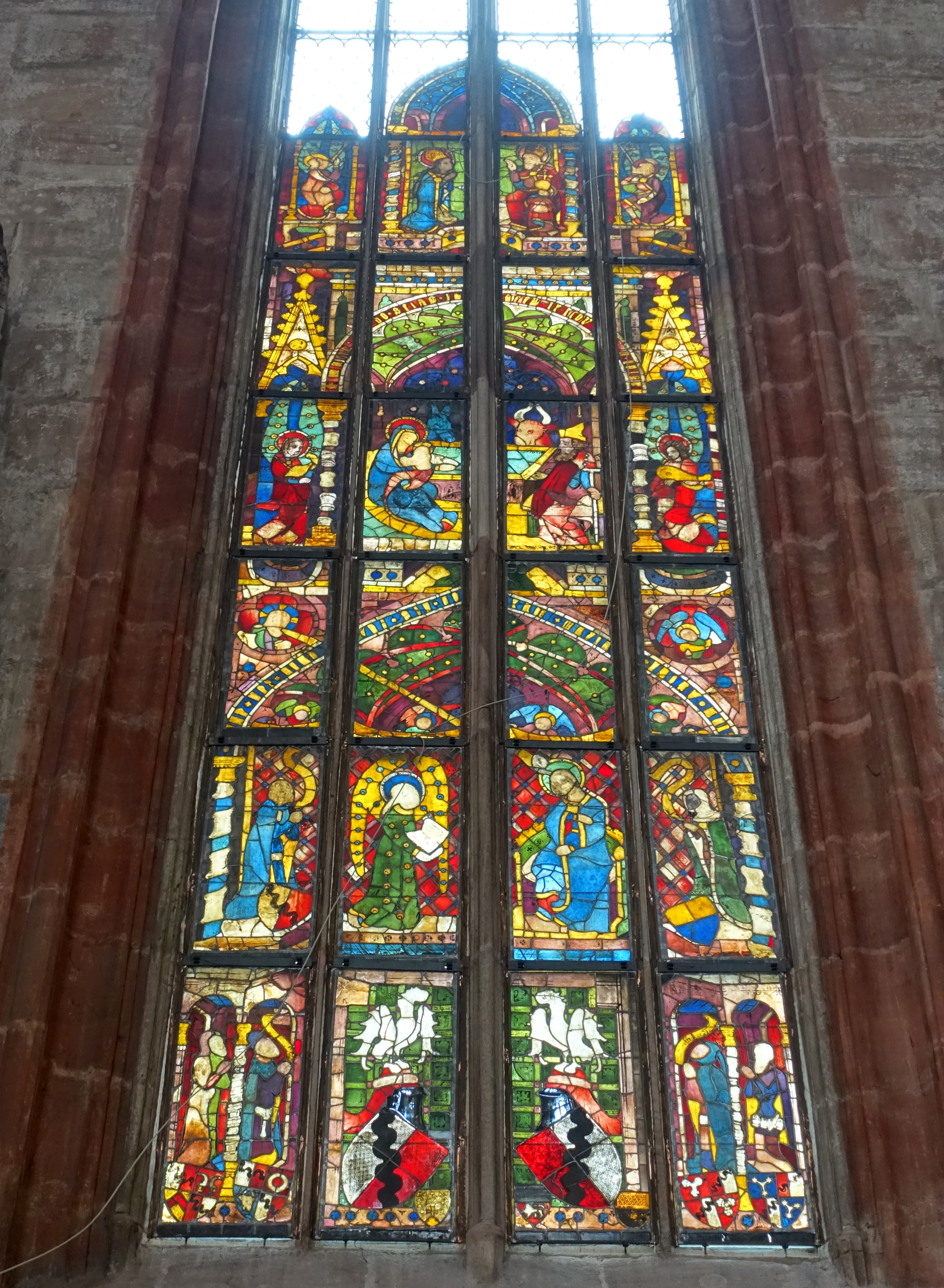
Behaim-Fenster (um 1380)

Von den größtenteils im Original erhaltenen Bleiglasfenstern im Hallenchor wurden einige um 1500 nach Entwürfen Dürers und Hans Süß’ von Kulmbach von dem Glasmaler Veit Hirsvogel gefertigt. Dazu gehört im Chorhaupt mittig das Kaiserfenster, gestiftet 1514 von Kaiser Maximilian I., mit Abbildungen des Kaisers und seiner 1482 verstorbenen Gemahlin Maria von Burgund, des 1506 verstorbenen ältesten Sohnes, Philipps des Schönen und dessen Frau Johanna der Wahnsinnigen von Spanien, ferner der Schutzpatrone des Hauses Habsburg (Jakobus, Andreas, Leopold und Georg) sowie 16 Wappen, die Länder des Hauses Habsburg in ganz Europa repräsentieren. Flankiert wird das Kaiserfenster links vom Fenster des Bamberger Bischofs, in dessen Diözese die Stadt liegt, und rechts dem des Hauses Hohenzollern, dem die mittelalterlichen Burggrafen von Nürnberg entstammten sowie später die Fürsten der benachbarten Markgrafschaften Ansbach und Kulmbach-Bayreuth („Markgrafenfenster“). Diese drei Fenster „bilden das politische Gerüst, auf das der Blick aller Kirchenbesucher in gerader Linie fällt“, sie stellen die Herrschaft und Ordnung im Heiligen Römischen Reich mit Bezug auf die Reichsstadt Nürnberg dar.
Die Stiftung von einzelnen Fenstern war im Übrigen dem regierenden Nürnberger Patriziat vorbehalten, dessen vornehmste Heirats- und Begräbniskirche die Sebaldskirche war. Das Recht zur Fensterstiftung wurde jeweils vom Rat vergeben. Manche Familien stifteten einzelne Scheiben, andere ganze Fenster. Auf ihnen sind die Wappen der Stifterfamilien und ihrer nahen Verwandtschaft zu sehen, oft auch figürliche Darstellungen der Stifter sowie biblische Szenen und Heilige. Im nördlichen Chor, links vom Bamberger Fenster, befindet sich das Fenster der Stromer, links davon das der Fürer (ab 1501, älteste Teile von 1379, ursprünglich Gemeinschaftsfenster der Familien Eisvogel, Pfinzing, Langmann und Ebner), im südlichen Chor befindet sich rechts vom Markgrafen-Fenster das Pfinzing-Fenster, gefolgt vom Haller-Fenster (ein weiteres dieser Familie ist im nördlichen Langhaus zu finden), dem Schürstab-Fenster und dem Behaim-Fenster (ein monumentaler Stammbaum der Familie findet sich außerdem an der Südwand). Letzteres ist eines der schönsten und qualitätvollsten Fenster aus der Zeit der ersten Chorverglasung im späten 14. Jahrhundert. Zur Südseite hin folgt rechts das Volckamer-Fenster, danach das Imhoff-Fenster und, am Übergang vom Chor zum Langhaus, das Fenster der verwandten Familien Grabner, Paumgärtner und Pirckheimer. Nennenswert ist im südlichen Langhaus noch das kleine Pömer-Fenster im zweiten Seitenschiffjoch (von Westen); es befindet sich nahe der Pömer-Grablege und des Pömer-Epitaphs an der Außenseite der Kirche. Auf der Nordseite des Seitenschiffs befindet sich im ersten (westlichsten) Joch das Fenster der Muffel, das auch fragmentarische Wappenscheiben von älteren Fenstern enthält; drei Joche weiter das Holzschuher-Fenster und am Anfang des nördlichen Hallenchores, über der Pfinzing-Kapelle, das Fenster der Familie Grundherr, welches Michael I. Grundherr († 1388) zum Gedächtnis an seine Eltern Heinrich I. Grundherr und Kunigunde Gletzelmann gestiftet hat.
Mittig an der Nordfassade liegt das „Brauttor“ genannte überdachte Portal, an dem (vor der Einführung der Brautmesse) die ab dem Tridentinischen Konzil vorgeschriebene kirchliche Trauung stattfand.

### Orgeln

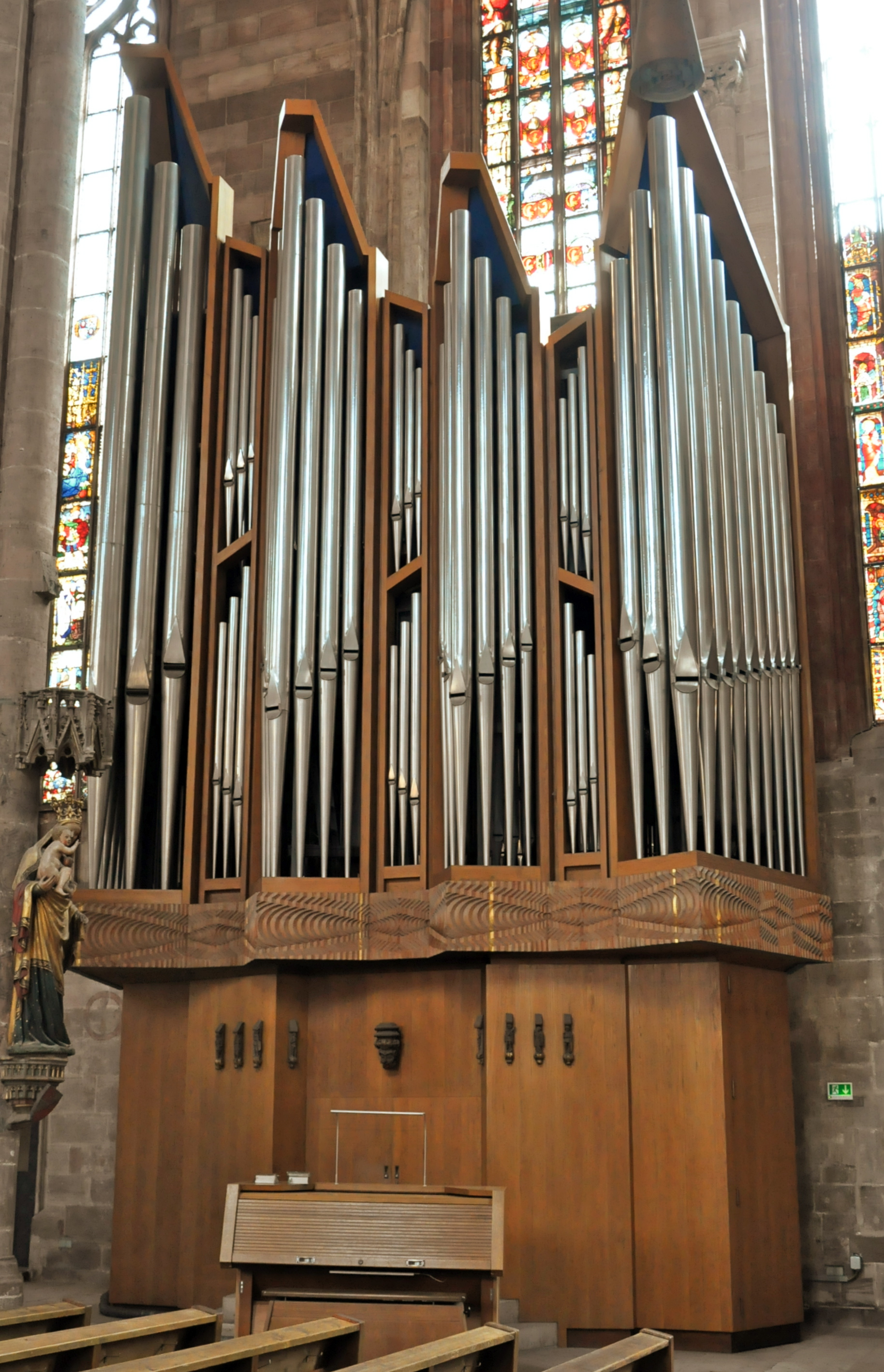
Hauptorgel von 1976 mit Spielschrank, davor der fahrbare Spieltisch

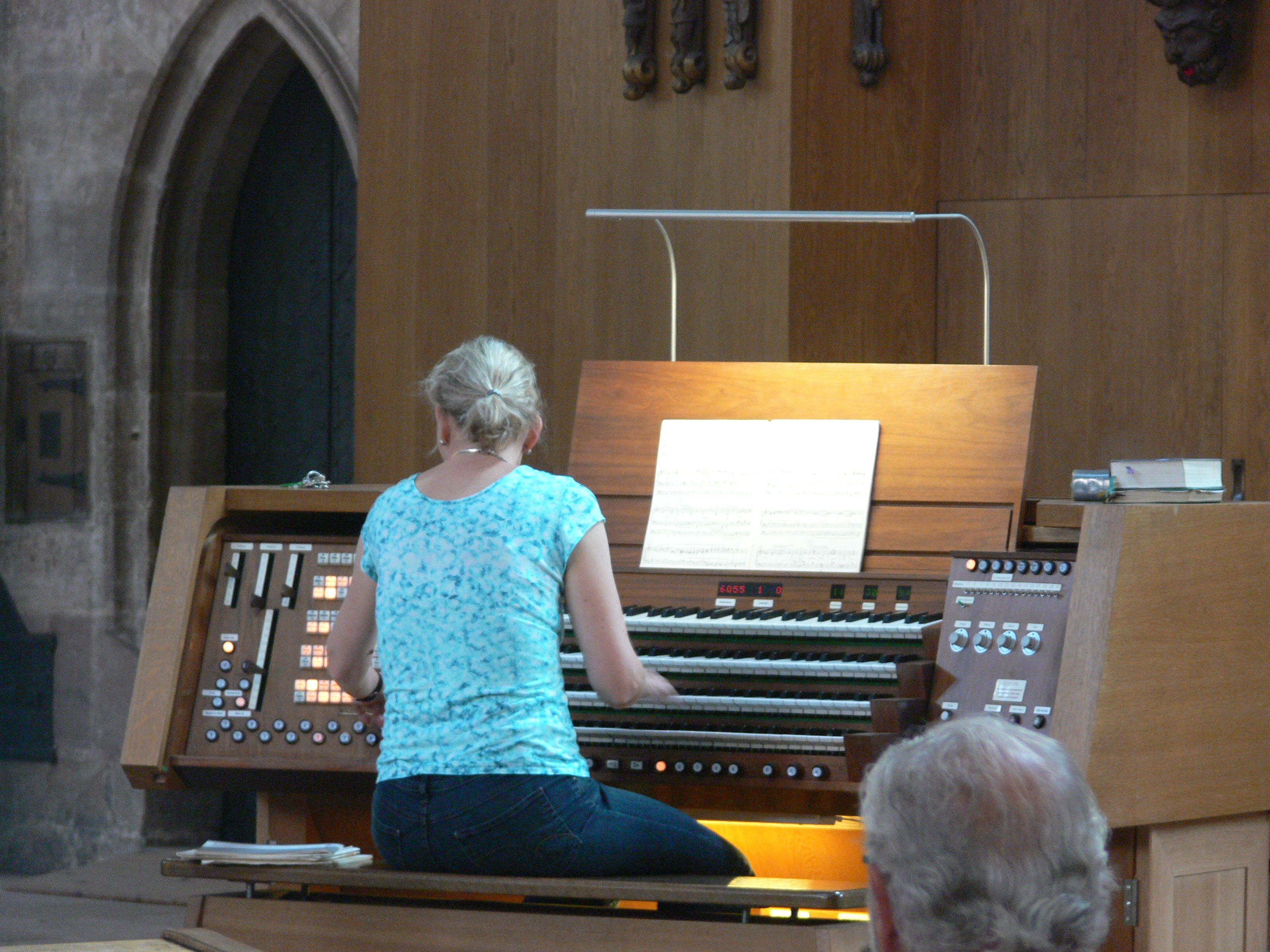
Fahrbarer, elektrischer Spieltisch mit Handhebeln (links) zur zusätzlichen Bedienung von Schwellern und Walze durch den Registranten.

Die belegbare Geschichte der Orgeln in St. Sebald reicht zurück in das 15. Jahrhundert. Gewisse Vermauerungen an einem Triforium der Südwand des Langhauses lassen vermuten, dass dort schon in spätromanischer Zeit eine Orgel in der Bauweise eines Blockwerks gewesen sein dürfte. In den Jahren 1440 bis 1443 schuf der Mainzer Orgelbauer Heinrich Traxdorf, der auch zwei kleine Orgeln in der Frauenkirche erbaute, eine Hauptorgel für St. Sebald. Das gotische Gehäuse der Traxdorf-Orgel, das im Ostchor über dem Spitzbogen des südlichen Seitenschiffs hing, galt bis zu seinem Untergang als der älteste erhaltene Orgelprospekt weltweit. 1691 wurde das Instrument von Grund auf durch Georg Siegmund Leyser renoviert. 1906 lieferte der Nürnberger Orgelbauer Johannes Strebel eine zweimanualige Orgel mit 28 Register. Diese wurde 1937 von der Firma Steinmeyer (Oettingen) umgebaut und auf drei Manuale und 59 Register erweitert. Bei dieser Maßnahme wurde das Mittelfeld durch sehr große Pfeifen optisch leicht verändert. Der Prospekt und die Orgel sind im Zweiten Weltkrieg völlig zerstört worden; Lediglich zwei kleine Figuren und der sog. Rohraffe konnten aus dem Schutt geborgen werden und zieren den heutigen modernen Orgelprospekt.
1947 erhielt das wiederhergestellte Langhaus der Kirche eine Gebrauchtorgel der Firma Steinmeyer, die 1904 als op. 844 für die St.-Jakobs-Kirche in Oettingen erbaut worden war. Das Instrument hatte ursprünglich 26 Register auf zwei Manualen und Pedal. Nach dem Wiederaufbau des Ostchores wurde es am neuen Standort an der Chor-Südwand in den Jahren 1957 und 1962 von der Erbauerfirma bis auf 57 Register auf drei Manualen und Pedal erweitert, damit es auch für Konzerte, maßgeblich während der Internationalen Orgelwochen in Nürnberg, genutzt werden konnte. Diese Interims-Orgel wurde 1975 an die St.-Petri-Kirche in Soest abgegeben.

#### Hauptorgel
Die heutige Hauptorgel mit 72 Registern auf drei Manualen und Pedal wurde 1975–1976 am gleichen Ort wie die Vorgängerorgel von dem Orgelbauer Willi Peter (Köln) nach einem Dispositionsentwurf von Werner Jacob, Otto Mayer (Ansbach) und Ernst Karl Rößler errichtet. Die Mensuren stammen von Rößler und Norbert Späth, die Gehäusegestaltung von Walter Supper und Helmut Klöpping. Das Schleifladen-Instrument hat mechanische Spieltrakturen, die Koppeln und die Registertrakturen sind elektrisch. Das Instrument ist 14,33 m hoch, wiegt 20 t und hat zusammen mit der Chororgel über 6000 Pfeifen. Der dreimanualige Spielschrank befindet sich im Untergehäuse der Hauptorgel. Das Einweihungskonzert spielte Werner Jacob, wobei er sein Werk Drei Metamorphosen über Themen aus Max Regers op. 135b uraufführte. 2014 führten die Firmen Orgelbau Mühleisen (Leonberg) und Friedrich (Oberasbach) eine Sanierung und Überarbeitung durch: Dabei änderten sie die Zusammenstellung einiger Mixturen, ersetzten Spitzgamba 8’ und Großnasat 5 1/3’ im Hauptwerk durch Flûte harmonique 8’ und Gamba 8, sowie die Terzflöte 3 1/5’ im Schwelloberwerk durch eine Oboe 8’. Des Weiteren intonierten sie die Orgel neu, um den Grundstimmen mehr Fülle und der Orgel somit insgesamt mehr Klangvolumen zu geben sowie, um eine optimale Verschmelzung der Register zu erreichen.
| I Hauptwerk C–a3 |                   |        |
| 01.              | Praestant         | 16′    |
| 02.              | Bordun            | 16′    |
| 03.              | Principal         | 08′    |
| 04.              | Metallflöte       | 08′    |
| 05.              | Gambe             | 08′    |
| 06.              | Flute harmonique  | 08′    |
| 07.              | Octave            | 04′    |
| 08.              | Spitzflöte        | 04′    |
| 09.              | Schwiegel         | 02 ⁄3′ |
| 10.              | Octave            | 02′    |
| 11.              | Rohrpfeife 0      | 02′    |
| 12.              | Kornett V (ab f0) | 08′    |
| 13.              | Hintersatz III–IV | 04′    |
| 14.              | Mixtur V          | 02′    |
| 15.              | Trompete          | 16′    |
| 16.              | Trompete          | 08′    |
| 17.              | Trompete          | 04′    |
|                  | Glocken           |        |

| II Schwell-Positiv C–a3 |              |         |
| 18.                     | Rohrpommer   | 16′     |
| 19.                     | Grobgedeckt  | 08′     |
| 20.                     | Quintadena   | 08′     |
| 21.                     | Weidenpfeife | 08′     |
| 22.                     | Principal    | 04′     |
| 23.                     | Rohrflöte    | 04′     |
| 24.                     | Quinte       | 02 ⁄3′  |
| 25.                     | Octave       | 02′     |
| 26.                     | Dulcian 0    | 02′     |
| 27.                     | Gemsterz     | 01 3⁄5′ |
| 28.                     | Quinte       | 01 ⁄3′  |
| 29.                     | Sifflet      | 01′     |
| 30.                     | Septnone II  | 01 ⁄7′  |
| 31.                     | Mixtur IV–V  | 01 ⁄3′  |
| 32.                     | Cimbel III   | 0 1⁄2′  |
| 33.                     | Krummhorn    | 16′     |
| 34.                     | Voix humaine | 08′     |
| 35.                     | Schalmei     | 08′     |
|                         | Tremulant    |         |

| III Schwell-Oberwerk C–a3 |                       |         |
| 36.                       | Nachthorn             | 16′     |
| 37.                       | Principal             | 08′     |
| 38.                       | Rohrgedeckt           | 08′     |
| 39.                       | Flaut d’amore         | 08′     |
| 40.                       | Flaut lament (ab c0)0 | 08′     |
| 41.                       | Octave                | 04′     |
| 42.                       | Koppelflöte           | 04′     |
| 43.                       | Terzflöte             | 03 1⁄5′ |
| 44.                       | Flute douce           | 02′     |
| 45.                       | Octave                | 02′     |
| 46.                       | Sesquialtera II       | 02 ⁄3′  |
| 47.                       | Quinte                | 01 ⁄3′  |
| 48.                       | Hintersatz III        | 04′     |
| 49.                       | Oberton II            | 0 8⁄11′ |
| 50.                       | Mixtur V              | 01 ⁄3′  |
| 51.                       | Fagott                | 16′     |
| 52.                       | Trompete harmonique   | 08′     |
| 53.                       | Oboe                  | 08′     |
| 54.                       | Clairon               | 04′     |
|                           | Tremulant             |         |
|                           | Xylophon              |         |

| Pedalwerk C–f1 |               |         |
| 55.            | Principal     | 32′     |
| 56.            | Principal     | 16′     |
| 57.            | Subbass       | 16′     |
| 58.            | Gedecktbass   | 16′     |
| 59.            | Salizetbass   | 16′     |
| 60.            | Octavbass     | 08′     |
| 61.            | Bassflöte     | 08′     |
| 62.            | Octave        | 04′     |
| 63.            | Gemshorn      | 04′     |
| 64.            | Rohrflöte     | 02′     |
| 65.            | Bauernflöte   | 01′     |
| 66.            | Rauschzink IV | 05 1⁄3′ |
| 67.            | Mixtur IV     | 02 ⁄3′  |
| 68.            | Bombarde      | 32′     |
| 69.            | Posaune       | 16′     |
| 70.            | Trompete 0    | 08′     |
| 71.            | Bärpfeife     | 08′     |
| 72.            | Trompete      | 04′     |
|                | Tremulant     |         |

- Koppeln:
  - Normalkoppeln: II/I, III/I, III/II, IV/I, IV/II, IV/III, I/P, II/P, III/P, IV/P (im dreimanualigen mechanischen Spielschrank entfallen die das IV. Manual (Chororgel) betreffenden Koppeln)
  - Superoktavkoppeln: super I/P, super II/P
- Spielhilfen: ursprünglich 12-facher Setzer, heute 7000-fache elektronische Setzeranlage, Diskettenlaufwerk, feste Kombinationen (pleno, tutti), Absteller, Crescendowalze, Potentiometer zum Einstellen der Tremulanten. Weiterhin nur im mechanischen Spielschrank: stufenlose Winddrosseln (Absperrschieber) für jedes Teilwerk der Hauptorgel (für avantgardistische Orgelwerke wie von György Ligeti).

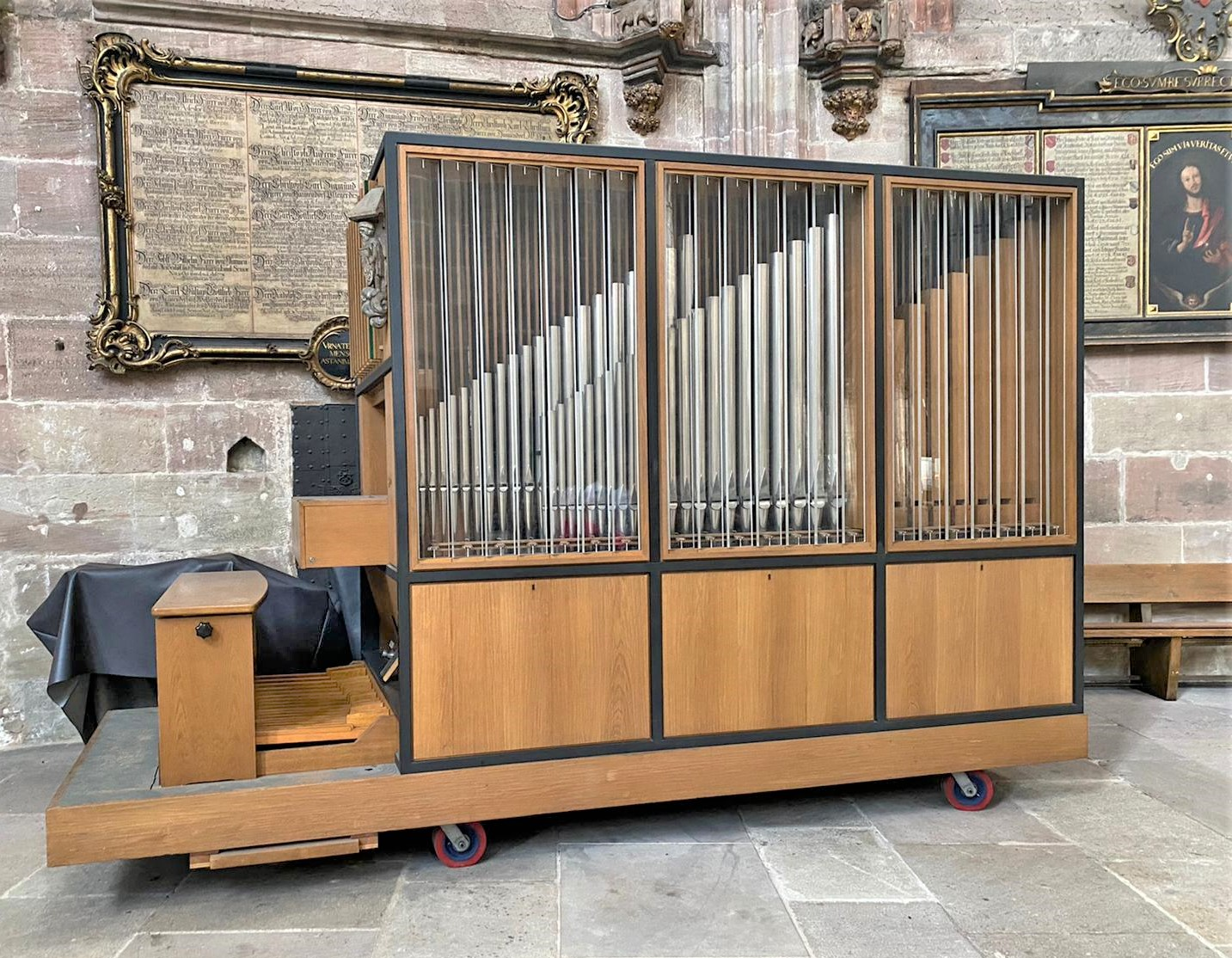
Chororgel

#### Chororgel
Die fahrbare mechanische Chororgel hat 11 Register auf einem Manual und Pedal. Beide Instrumente sind auch mit elektromagnetischen Trakturen ausgestattet, so dass die gesamte Orgelanlage von einem fahrbaren viermanualigen Spieltisch aus spielbar ist. Hiebei ist das IV. Manual mit den Manualregistern der Chororgel bestückt.
| I C–a3 |                |        |
| 01.    | Gedeckt        | 08′    |
| 02.    | Engl. Gambe    | 08′    |
| 03.    | Principal      | 04′    |
| 04.    | Rohrtraverse 0 | 04′    |
| 05.    | Octave         | 02′    |
| 06.    | Quinte         | 02 ⁄3′ |
| 07.    | Mixtur III–IV  | 01′    |
| 08.    | Musette        | 08′    |
|        | Tremulant      |        |

| Pedal C–f1 |               |     |
| 09.        | Pommer        | 16′ |
| 10.        | Bassflöte     | 08′ |
| 11.        | Choralbass II | 04′ |

### Glocken
Die vier Kirchenglocken sind auf beide Türme verteilt, wobei die große Glocke allein im Südturm hängt. Das Geläut ist auf das der Lorenzkirche abgestimmt. Die Glocken 4, 2 und 1 ersetzen die jeweiligen 1945 zerstörten Vorgängerglocken, worauf ihre Inschriften anspielen. Glocke 3 erinnert in ihrer Inschrift an den Wiederaufbau der Sebalduskirche.
| Glocke | Name                      | Gussjahr | Gießer, Gussort                    | Durchmesser | Gewicht | Nominal (16tel) | Glockenstuhl   |
| 1      | Sturmglocke / Totenglocke | 1952     | Glockengießerei Bachert, Karlsruhe | 1900 mm     | 3856 kg | a0 ±0           | Südturm, unten |
| 2      | Chorglocke / Betglocke    | 1952     | Glockengießerei Bachert, Karlsruhe | 1495 mm     | 1835 kg | cis1 +1         | Nordturm, oben |
| 3      | Kreuzglocke               | 1952     | Glockengießerei Bachert, Karlsruhe | 1255 mm     | 1090 kg | e1 +1           | Nordturm, oben |
| 4      | Uhrglocke / Taufglocke    | 1952     | Glockengießerei Bachert, Karlsruhe | 1115 mm     | 0765 kg | fis1 +1         | Nordturm, oben |

## Sebalder Pfarrhof

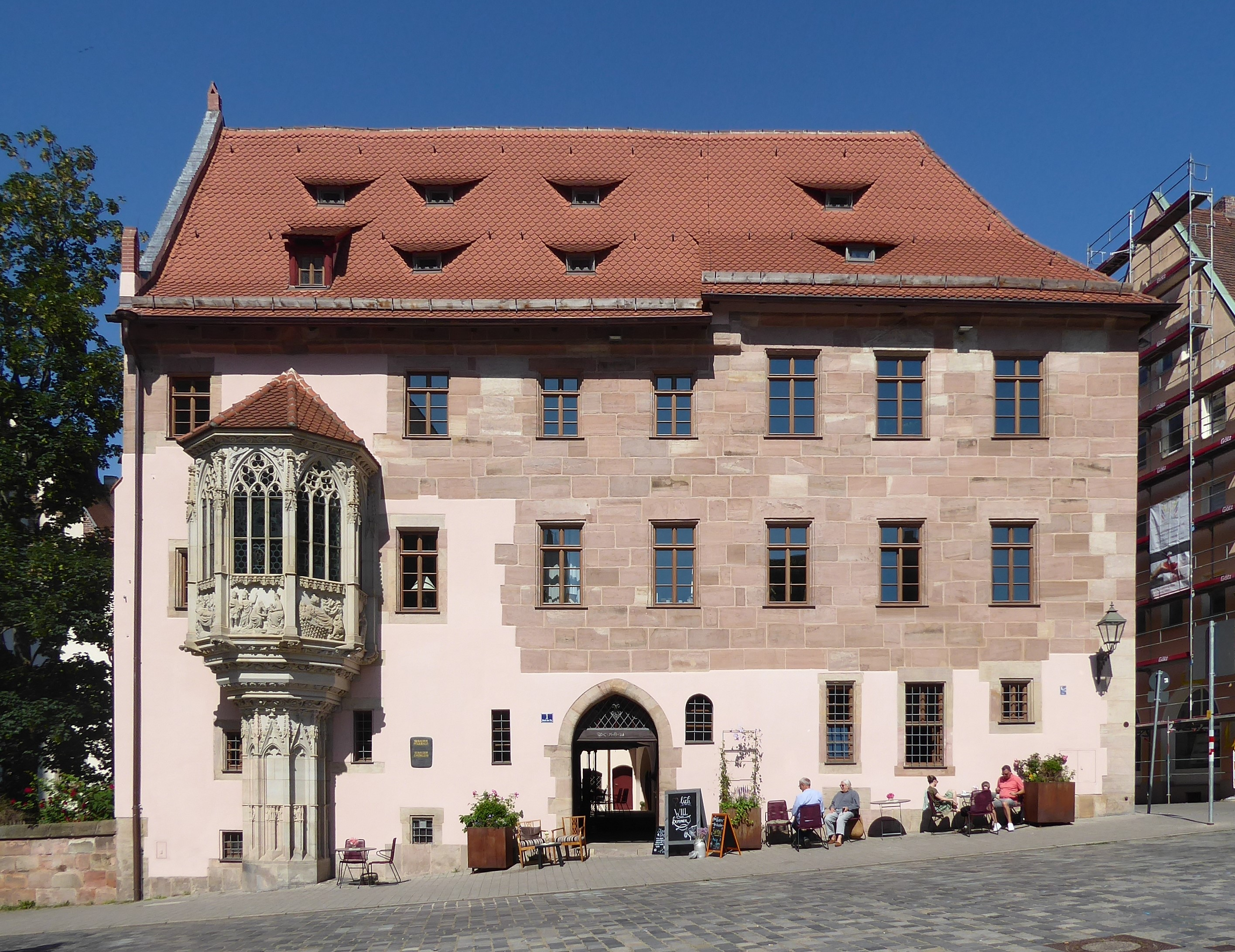
Pfarrhof mit Chörlein

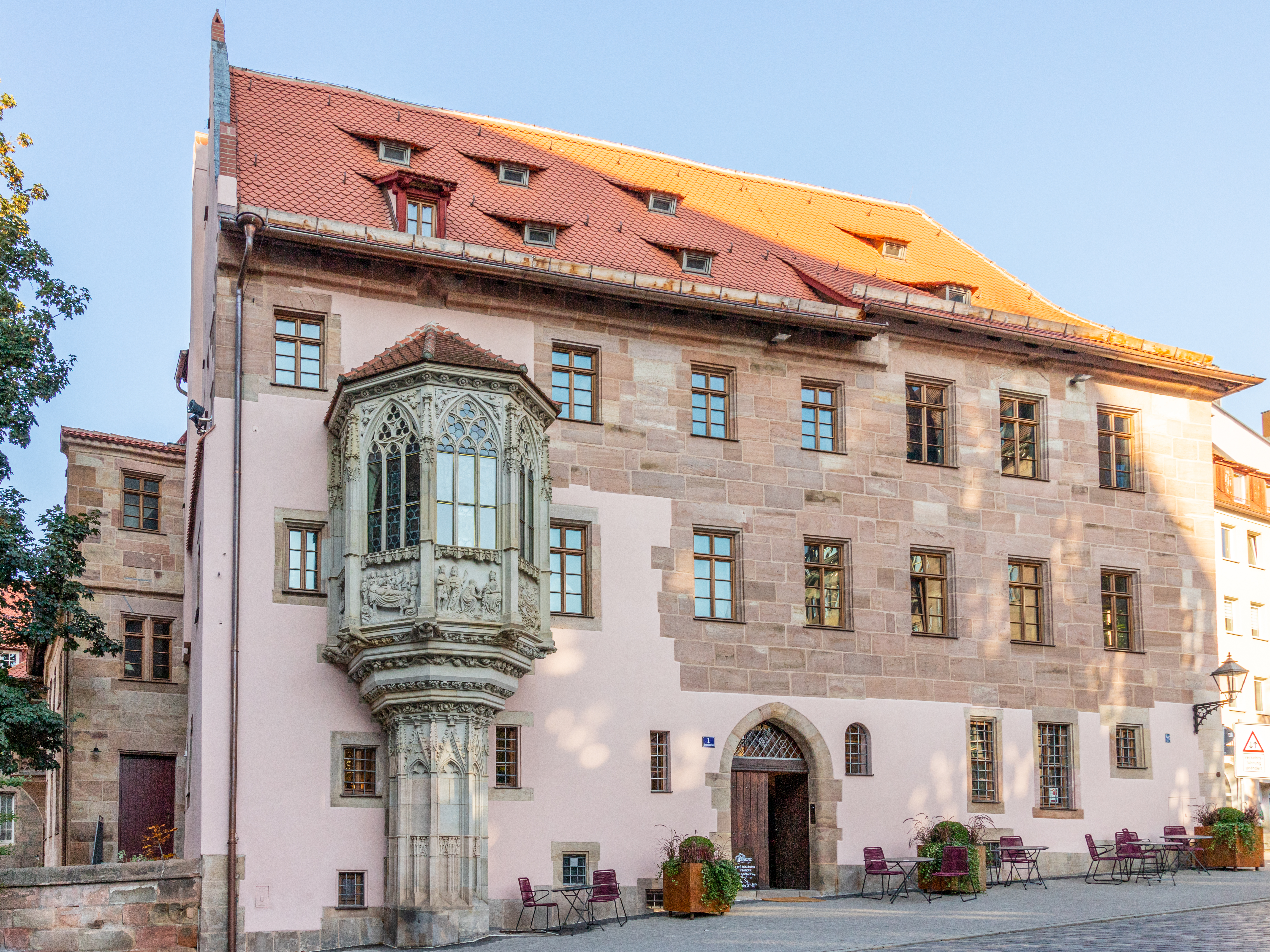
Sebalder Pfarrhof, 2021

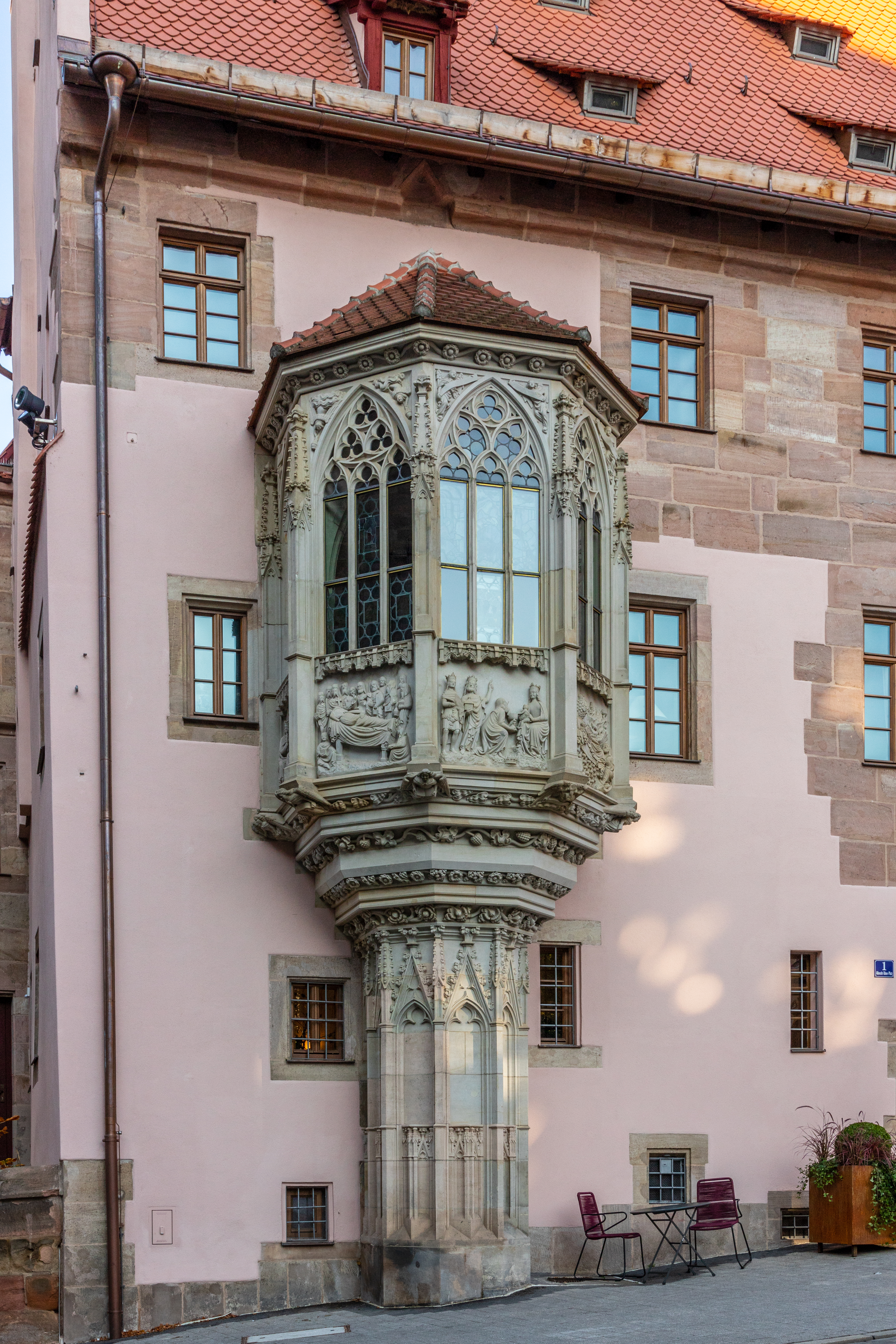
Sebalder Chörlein

Zur Sebalduskirche gehört der gegenüber liegende Sebalder Pfarrhof. Er ist eines der ältesten und stadtbildprägenden Baudenkmäler Nürnbergs, dessen Raumanordnung sich bis heute erhalten hat. Etwa zeitgleich mit der Sebalduskirche entstand im 13. Jahrhundert ein turmartiger Bau (heute Wöchnerstube, Südostecke). Dieses Turmhaus wurde im frühen 14. Jh. für die Unterbringung einer großen Zahl von Menschen und Tieren zu einer vierflügeligen Hofanlage erweitert. Diese Erweiterungen des Pfarrhofs stehen im Zusammenhang mit den großen Bauveränderungen der Sebalduskirche. Sie spiegeln den Bedeutungszuwachs der Stadt Nürnberg und ihrer ältesten Pfarr- und Ratskirche mit zunehmender Verehrung des Sebaldus als Heiligem und Stadtpatron wider.
Die mittelalterlichen Hausherren des Pfarrhofes waren gebildete, sozial hochstehende Pfarrer, häufig aus dem fränkischen Adel, die auf eine repräsentative Ausstattung ihrer Wohn- und Amtsräume Wert legten. Dies wird nach außen besonders sichtbar beim Sebalder Chörlein von ca. 1350; es war ein Anbau als Hauskapelle am repräsentativsten Raum des Gebäudes im Mittelalter. Das Chörlein wurde 1898/1902 ersetzt und das gotische Original ins Germanische Nationalmuseum transferiert.
Melchior Pfinzing (1481–1535), Propst von St. Sebald und kaiserlicher Rat, sind die großen Umbaumaßnahmen des zweiten Obergeschosses von 1514 im Stil der aufkeimenden Renaissance zuzuschreiben: Aus kleinen mittelalterlichen Räumen ließ er an der Nordostecke im 2. Obergeschoss ein großes Studiolo mit Holzkassettendecke errichten. Auch von außen erkennt man diese Maßnahme, weil dafür der Dachstuhl „angehoben“ wurde. Die Kassettendecke hat sich erhalten. Spuren des Holzchörleins, das ursprünglich im 2. Obergeschoss am 2. Fenster von rechts an der Ostfassade hing, sind noch im Sandstein oberhalb des Fensters zu erkennen. Auch in der Sebalduskirche ist Pfinzing für zentrale Stiftungen zuständig: In seine Dienstzeit fiel die Fertigstellung des Sebaldusgrabmals, die Ausfertigung des Kaiserfensters und des Pfinzingfensters, jeweils ausgeführt von Veit Hirsvogel nach Entwürfen von Albrecht Dürer.
Der Pfarrhof war nicht nur Amts- und Wohnsitz der Geistlichen, sondern Treffpunkt von Repräsentanten aus Politik, Klerus und Kunst. Aufgefundene Ofenkacheln mit Wappen von Kaiser Friedrich III. und der Patrizierfamilie Hirsvogel weisen auf den kaiserlichen Besuch und den damaligen Hausherrn Dr. Marcus Hirsvogel Ende des 15. Jahrhunderts hin. Die berühmtesten Gemeindemitglieder, die den Pfarrhof zu Lebzeiten häufig besuchten, sind der Künstler Albrecht Dürer (1471–1528) und der Komponist und Organist von St. Sebald, Johann Pachelbel (1653–1706).
Von 2018 bis 2021 wurde der Pfarrhof denkmalgerecht saniert und zeitgemäß instand gesetzt. Im Zuge der Maßnahme erfolgten 2019 und 2020 Wiederentdeckungen historischer Zeugnisse jüdischen Lebens in Nürnberg: In der Eingangshalle des Pfarrhofes wurde ein jüdischer Grabstein von 1334 und eine Holzbrettertür von ca. 1500 mit hebräischer Inschrift wiederentdeckt. Die Kirchengemeinde nahm dies zum Anlass, einen Raum des Pfarrhofes als öffentlichen Ausstellungsraum einzurichten. Die inhaltliche Gestaltung finden zusammen mit der Israelitischen Kultusgemeinde Nürnberg und den Museen der Stadt Nürnberg statt und sollte im Frühsommer 2022 abgeschlossen sein.
Bis heute wird der Sebalder Pfarrhof, der im Zweiten Weltkrieg nur ganz geringe Schäden davontrug, als Pfarrhaus und Gemeindezentrum der Evang.-Luth. Kirchengemeinde genutzt. Im 1. Obergeschoss befinden sich Büros der Mitarbeitenden und die Wohnung des 1. Pfarrers. Das 2. Obergeschoss ist an eine Kanzlei vermietet. Ein Café ist ebenfalls eingerichtet. Die Räume im Erdgeschoss können auch für Veranstaltungen gemietet werden.

## Historische Abbildungen

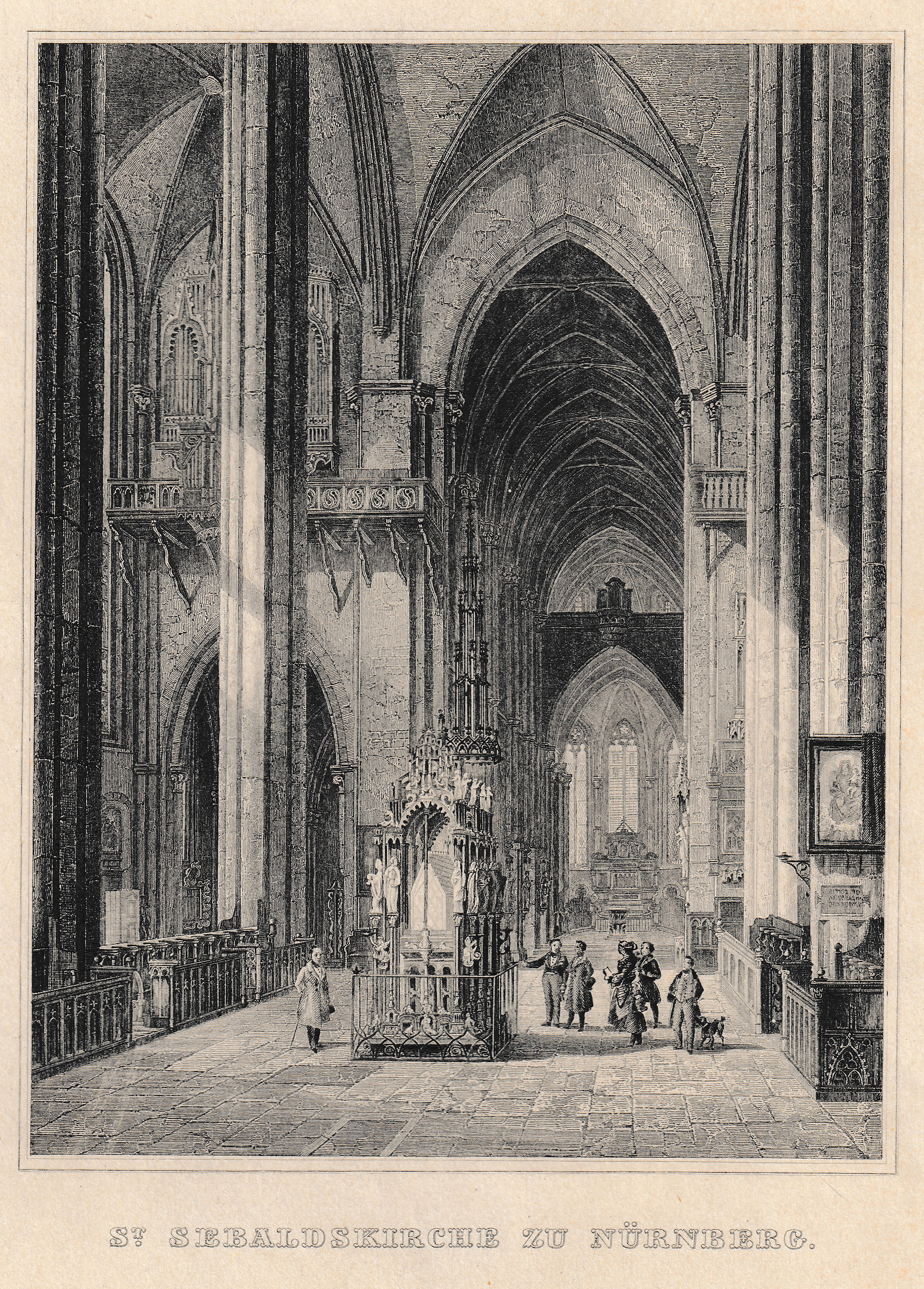
Das Innere der Kirche (Mitte 19. Jh.)
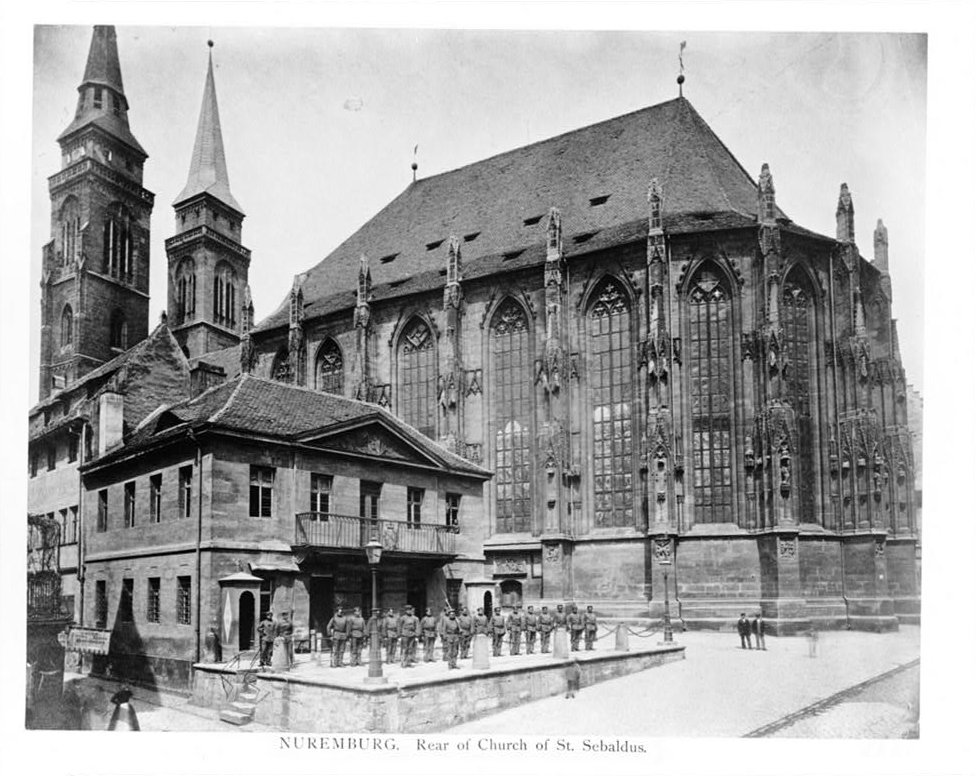
Kirche von Südosten, Fotografie (zwischen 1860 und 1890)
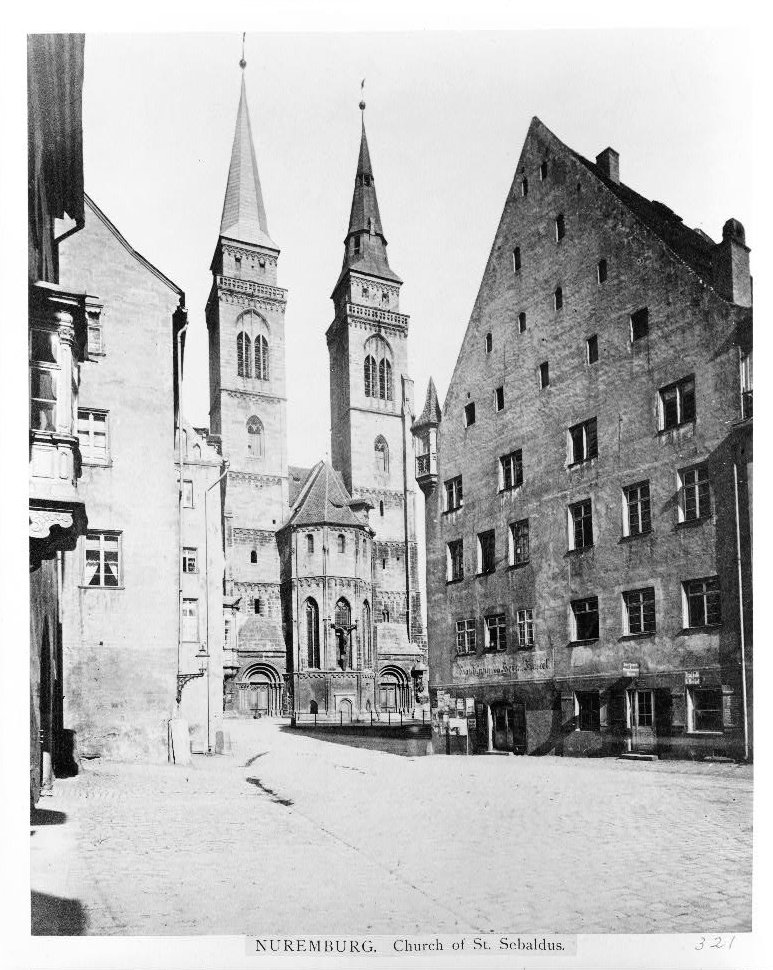
Frontfassade der Sebalduskirche, Fotografie (zwischen 1860 und 1890)
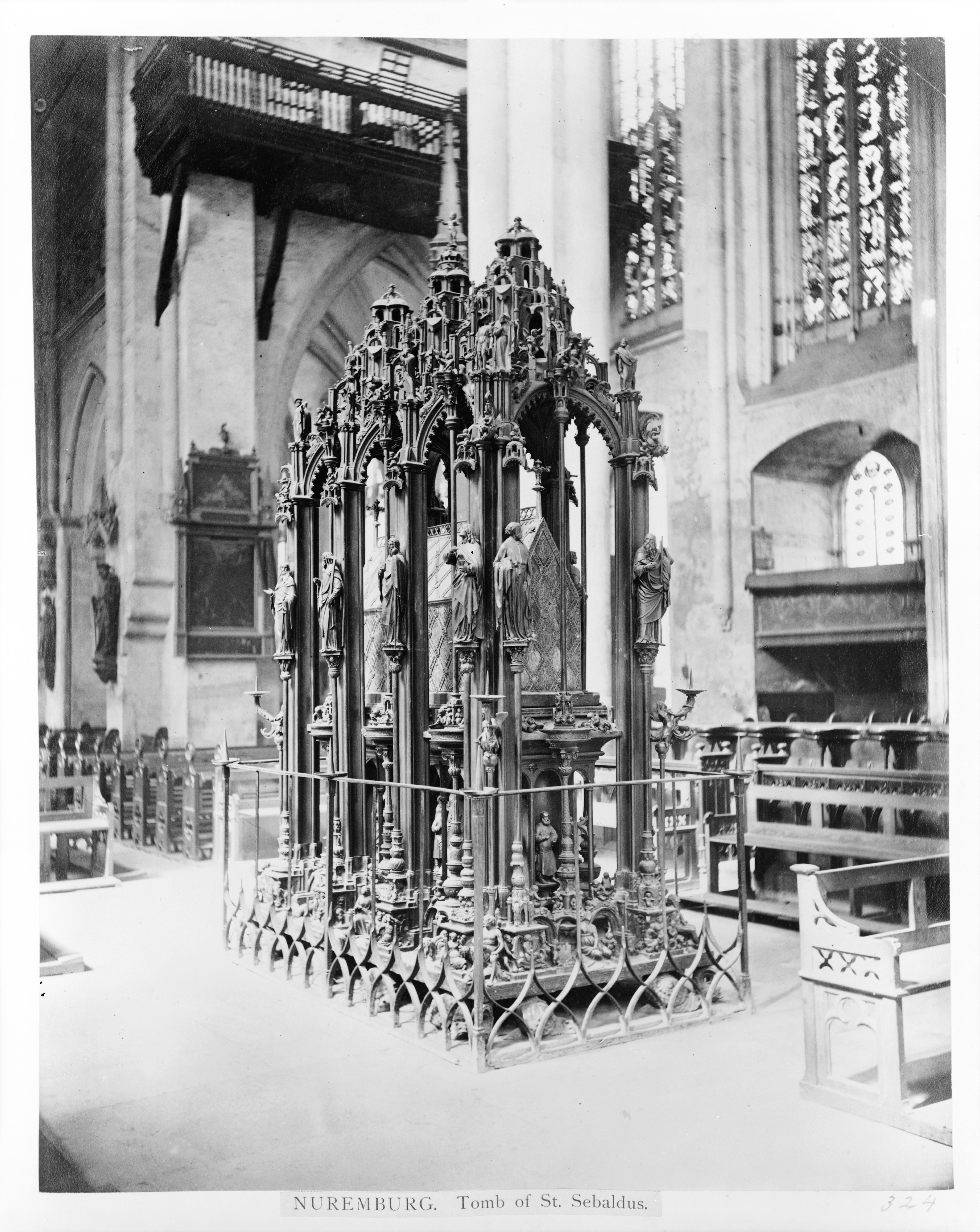
Sebaldusgrab, Fotografie (zwischen 1860 und 1890)
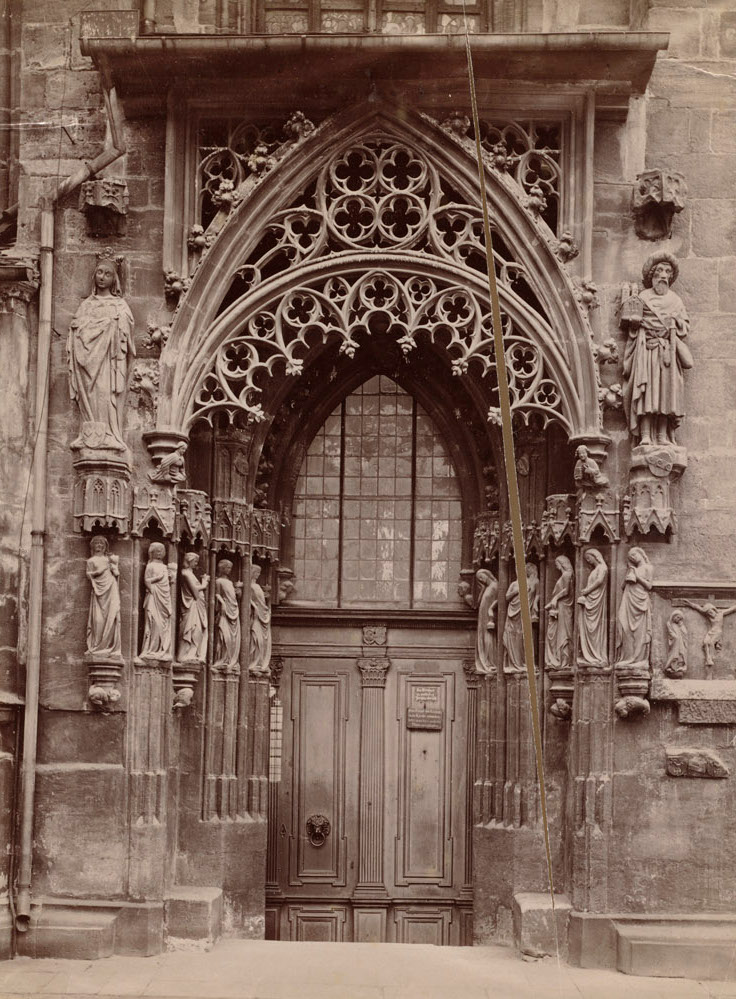
Brauttor, Fotografie (1890er Jahre)
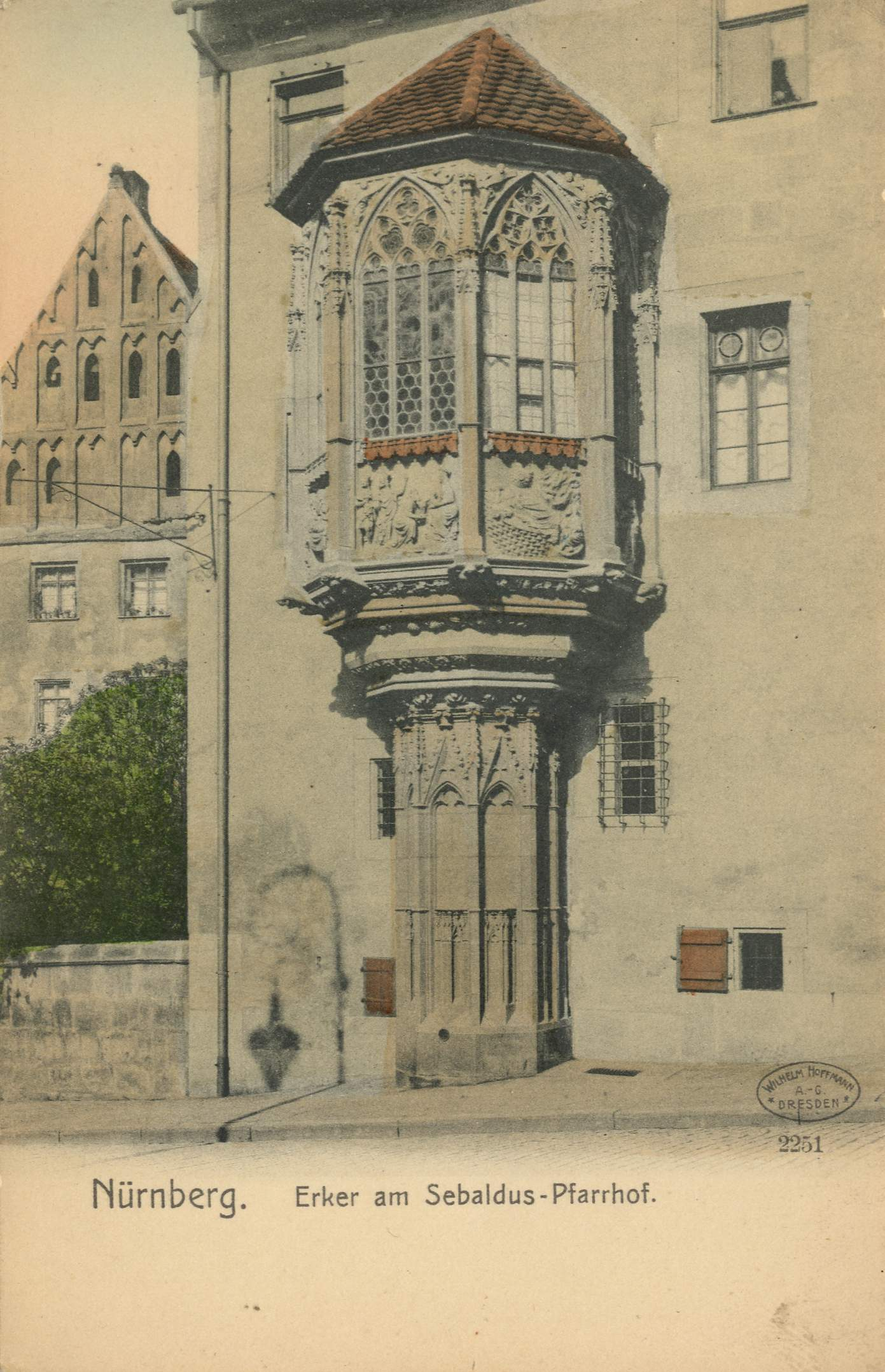
Sebalder Chörlein am Pfarrhof, Postkarte (um 1900)
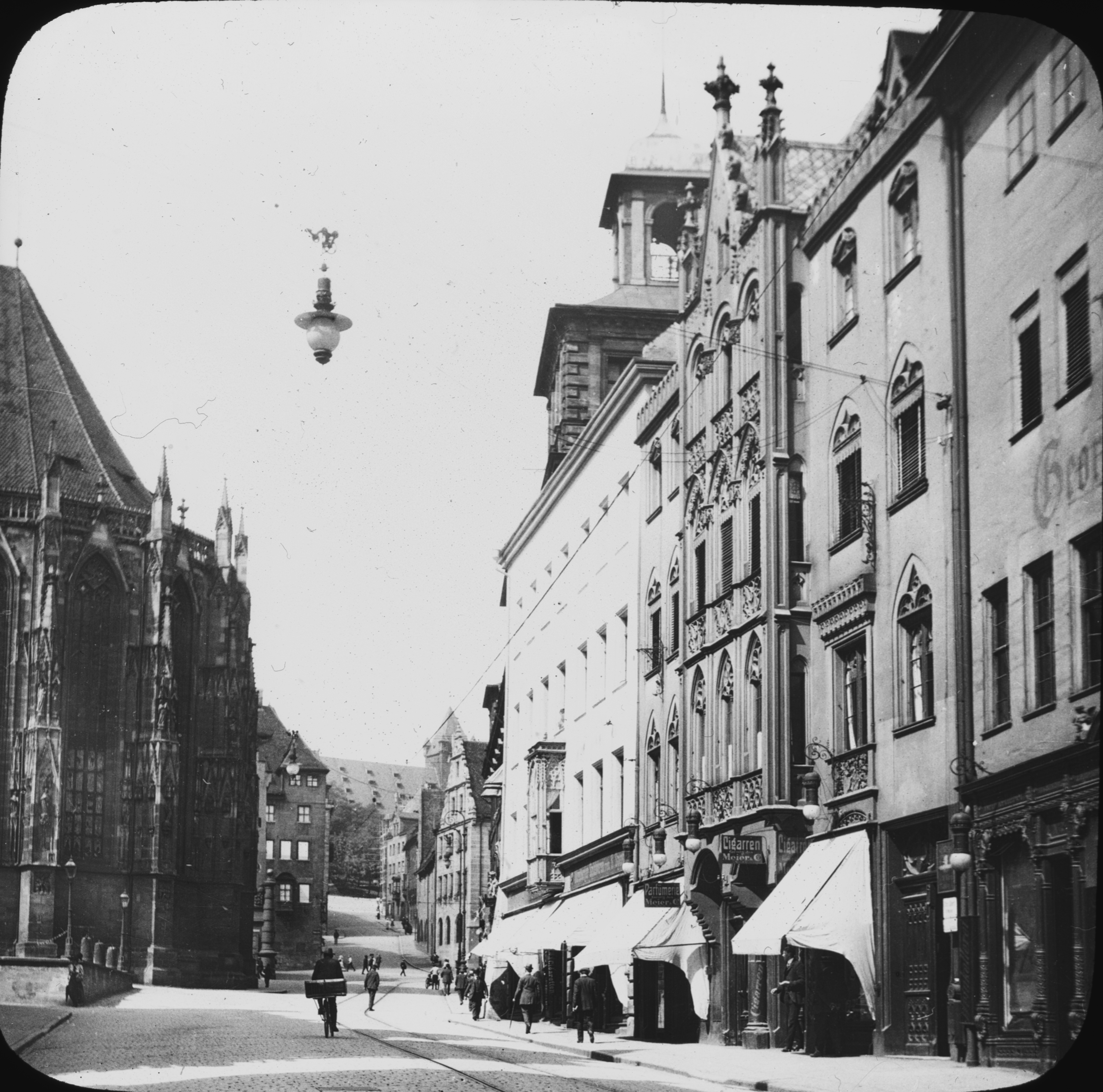
Blick auf die Sebalduskirche von der Burgstraße aus (1910)
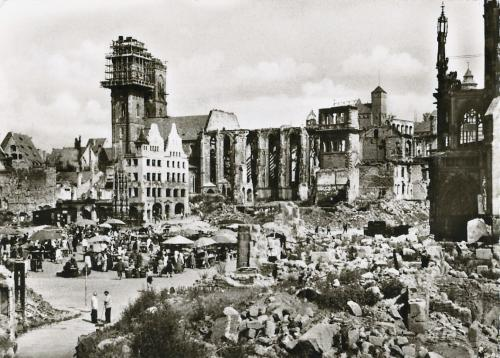
Sebalduskirche im April 1945

## Sonstiges
1999 wurde St. Sebald das Nagelkreuz von Coventry verliehen.

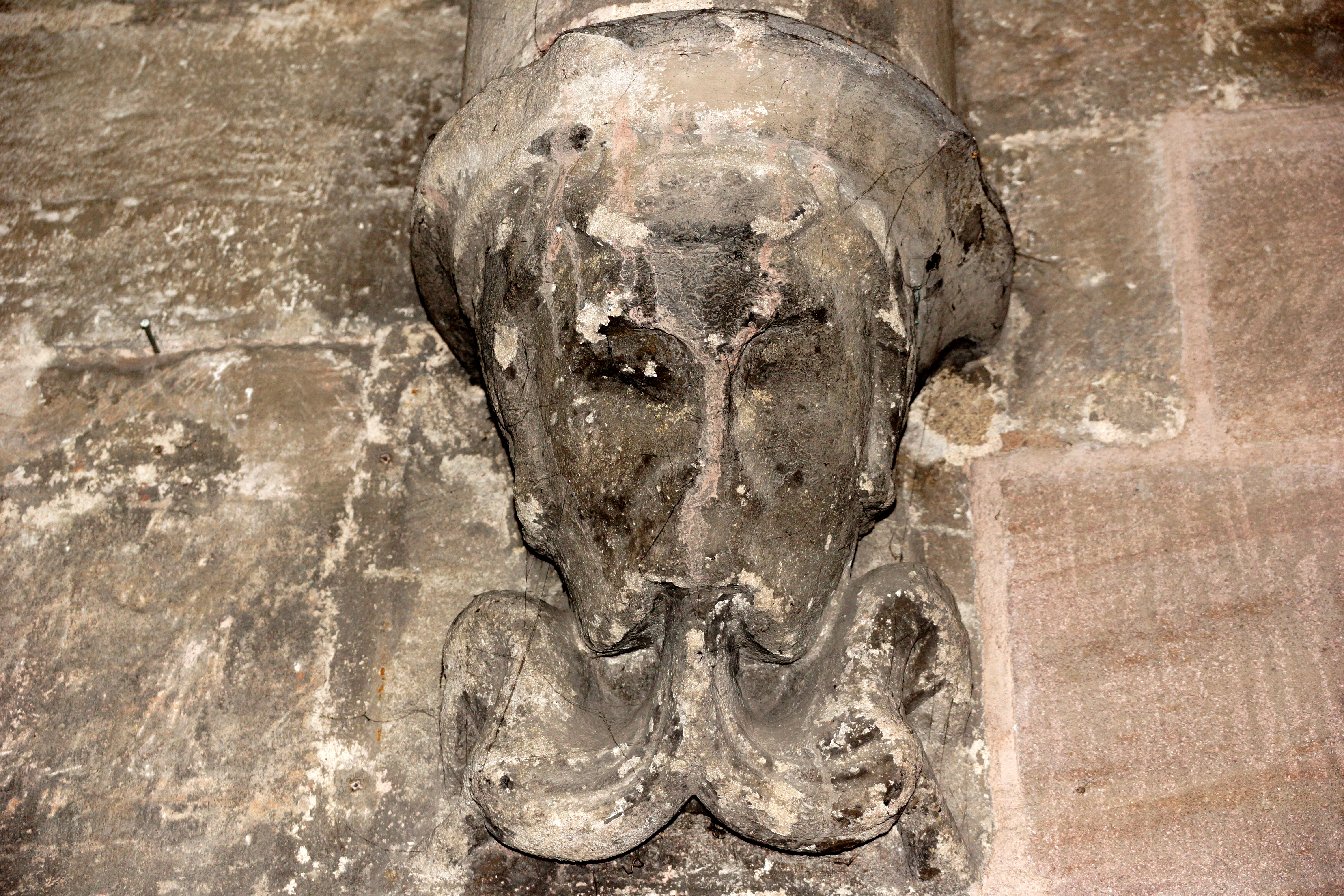
St. Sebald Kragstein mit Blattmaske (weitere Blattmasken tragen fünf Gewölbe- und Rippenschlusssteine)